# Lion dans l'art
Vous lisez un « bon article » labellisé en 2010.
Pour un article plus général, voir Lion.

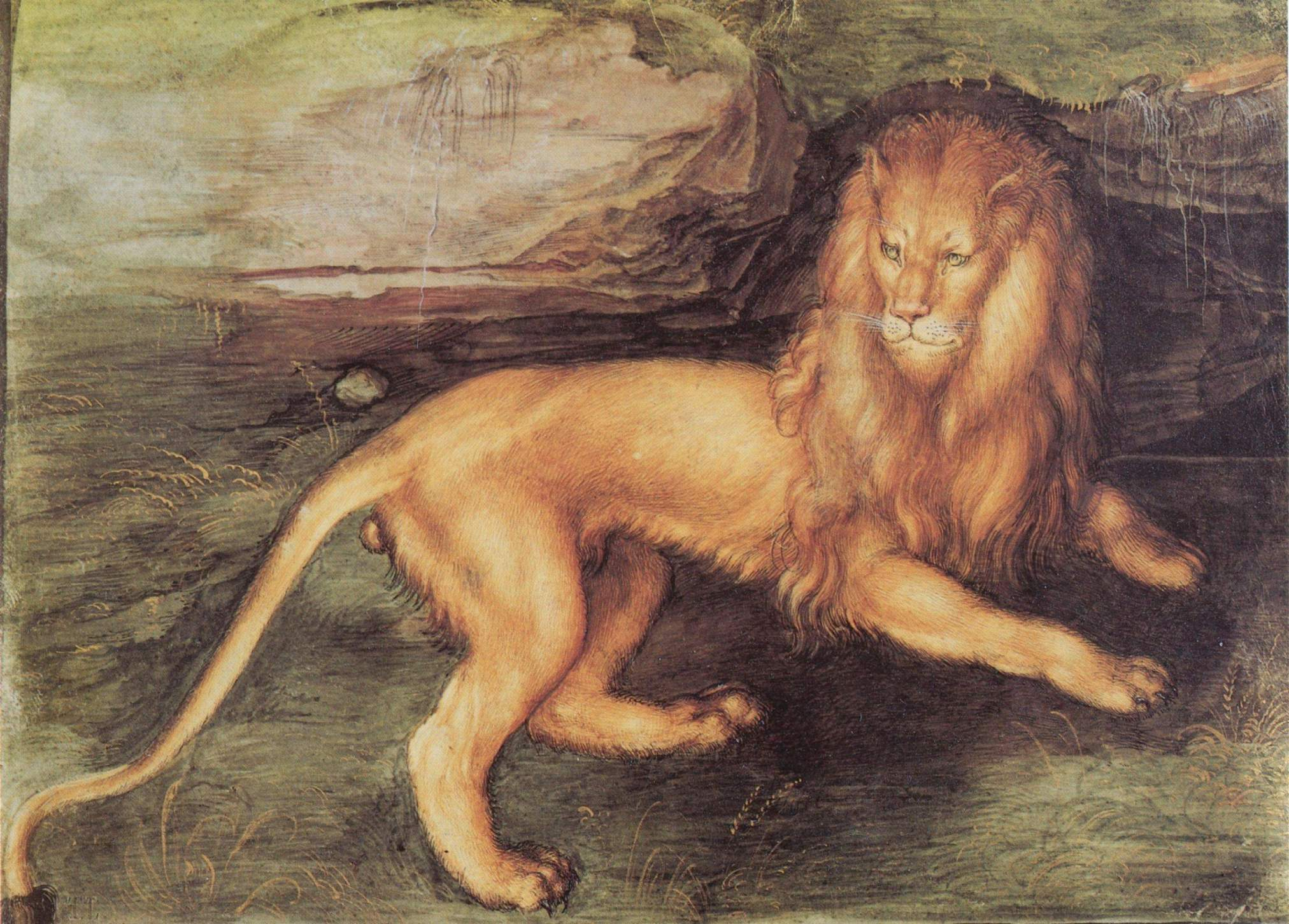
Lion d'Albrecht Dürer.

Le lion est l'un des félins les plus représentés dans l'art. Il figure dès le Paléolithique sur les peintures pariétales. Représentée sur les trônes des monarques ou gardant les temples, l'image du lion est étroitement liée à la royauté et à la protection durant l'Antiquité. Créature thérianthrope du temps de l'Égypte antique, il est le plus souvent représenté de manière réaliste dans les civilisations mésopotamiennes et gréco-romaine.
Durant le Moyen Âge, le lion est associé au Christ et on lui attribue de nombreux pouvoirs magiques, abondamment représentés dans les églises et les enluminures ; l'héraldique lui accorde une place de choix. À partir de la Renaissance, les représentations du félin se tournent vers le réalisme. En Asie, le lion, bien que présent uniquement sur la péninsule indienne, est très représenté en tant que statue gardienne des temples.
Depuis le XXe siècle, ce félin est de plus en plus représenté, au travers des photographies de la vie sauvage, comme du cinéma, des documentaires animaliers ou encore de la littérature avec de nombreux représentants léonins : Aslan, le lion dans Le Monde de Narnia, le lion peureux du Magicien d'Oz ou encore le dessin animé de Disney Le Roi lion.

## Préhistoire

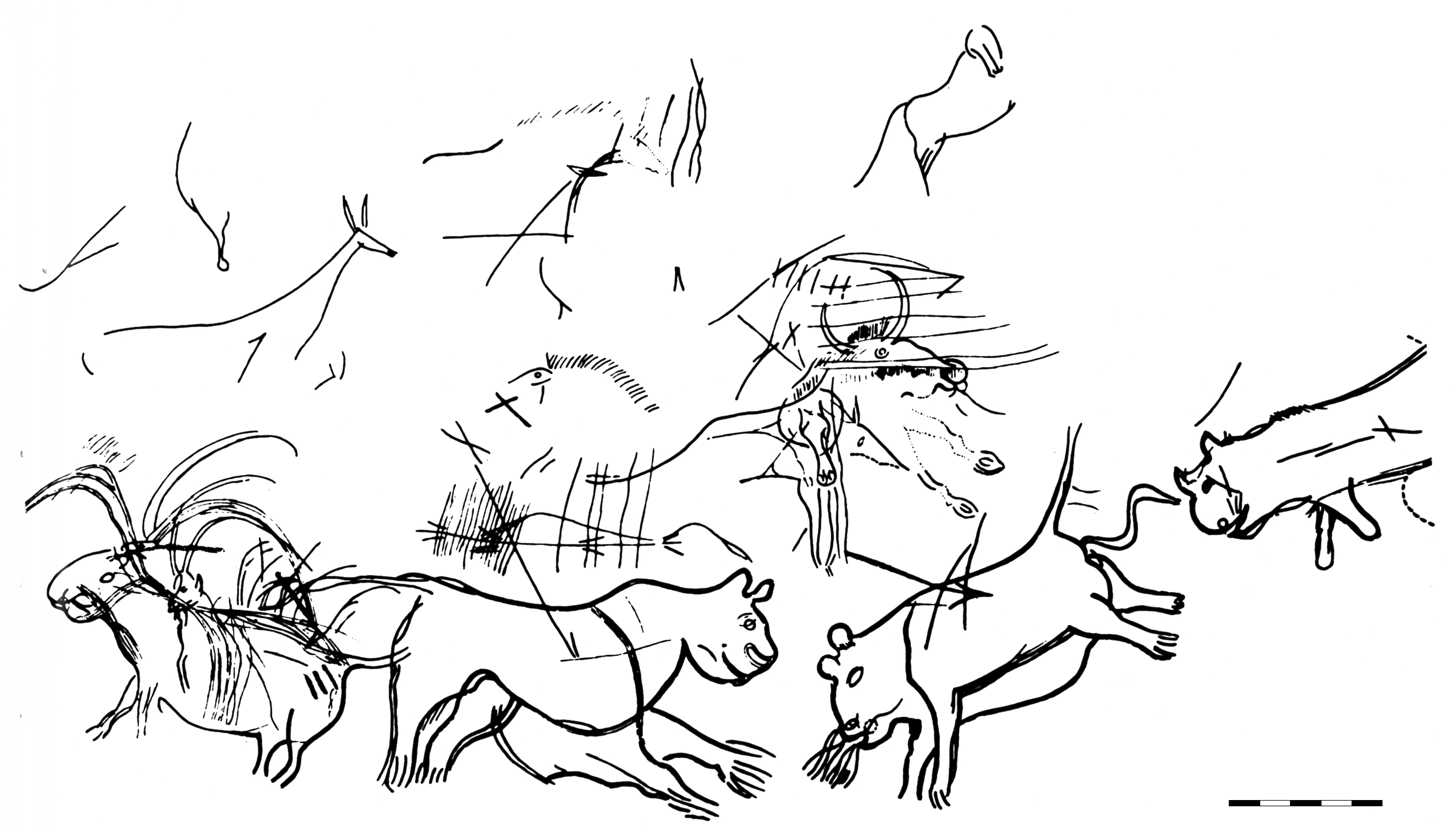
Diverticule des félins dans la grotte de Lascaux.

Les félins sont assez peu représentés dans l'art pariétal paléolithique. En règle générale, ils sont présents dans les parties reculées et difficiles d'accès de la grotte et sont d'une qualité graphique bien inférieure à celle observée sur les chevaux ou les bisons par exemple. La grotte Chauvet-Pont-d'Arc fait office d'exception à cette règle en raison de la grande quantité et qualité des félins représentés. Les félins peuvent être peints, gravés sur la roche ou sur l'os. Quant à l'espèce de félin représentée, la grotte des Trois-Frères permet de clairement identifier le lion des cavernes plutôt que le tigre en raison de la présence d'un toupet de poil au bout de la queue,.
Le lion est représenté la face tournée vers l'observateur et non de profil dans l'art préhistorique africain. En effet, des légendes lui attribuent des pouvoirs magiques liés à son regard. De telles représentations se retrouvent à In Habeter dans le Fezzan, à Jacou dans l'Atlas saharien (Néolithique), mais également dans la grotte du Paléolithique supérieur des Trois-Frères, en France.
L'homme lion, sculpture d'ivoire de mammouth du Paléolithique supérieur (Aurignacien) de près de trente centimètres de haut, représente le corps d'un homme surmonté d'une tête de lion des cavernes et compte parmi les œuvres d'art les plus impressionnantes de cette époque, mais également parmi les plus anciennes de toute l'histoire de l'humanité. Elle incarne peut-être une divinité.
Quelques grottes abritent des représentations de lion des cavernes, :
- Grotte Chauvet
- Grotte de Laugerie-Basse
- Grotte des Combarelles
- Grotte des Trois-Frères
- Grotte de Font-de-Gaume
- Grotte de la Vache
- Grotte de La Marche
- Grotte de Lascaux

## Antiquité

### Art mésopotamien

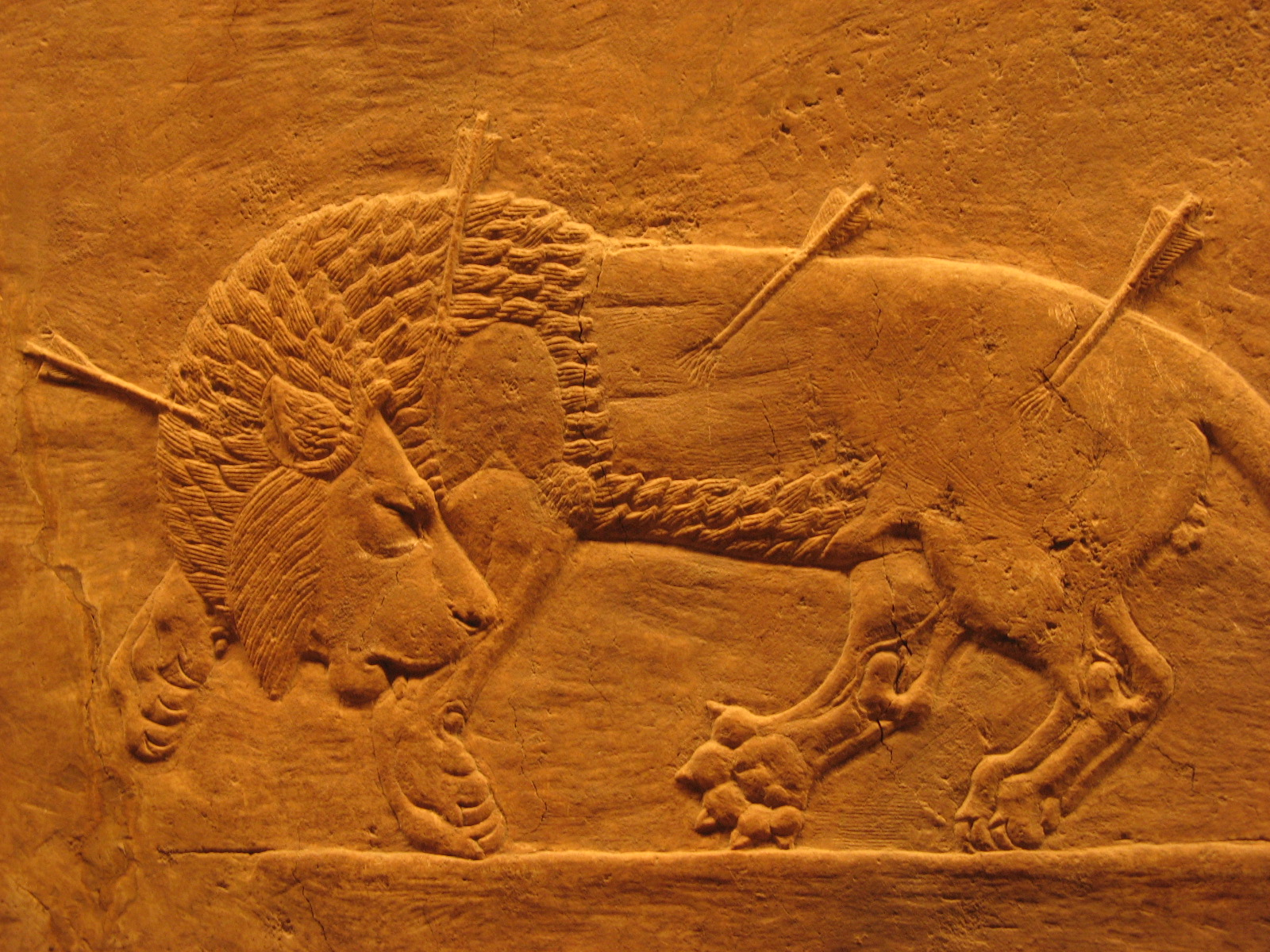
Lion criblé de flèches
Bas-relief dans le palais nord de Ninive.

Le lion prend l'image de la royauté et du soleil et se développe dans tout le Proche-Orient. Cette association se retrouve autant dans les lions sculptés sur le trône des monarques hittites, que ceux figurant sur les bas-reliefs de l'art de Suse et de Persépolis. À Babylone par exemple, la voie processionnelle est décorée de bas-reliefs en carreaux de céramique en forme de lion du temps de Nabuchodonosor II. Les représentations sont d'un très grand réalisme, ce qui permet d'insuffler toute la symbolique du lion dans sa représentation exacte.
La porte des lions fait partie des trois entrées monumentales de la cité hittite d'Hattusa avec la porte des sphinx et la porte du roi.
L'art assyrien dépeint également de nombreuses chasses aux lions, très réalistes. Ce type de représentations visait à glorifier le roi, maître des bêtes, et également représenter la défaite de l'ennemi. L'art assyrien a influencé d'autres peuples et notamment l'art des Steppes, c'est-à-dire celui des nomades, qui s'exprime à travers les décorations des armes et de l'équipement du cavalier, du harnachement des chevaux. Les peuples nomades représentent de nombreuses scènes de chasse et de combat entre animaux, reflet des attitudes guerrières de ces peuples. Le thème du fauve, souvent un félin ou un ours, se jetant sur sa proie est très fréquent. L'art assyrien a apporté le goût du réalisme et du naturalisme à ses peuplades, qui s'est ensuite transmis dans toute l'Eurasie, et notamment les peuples germaniques et asiatiques. La Chine a, par exemple, reçu un important apport du réalisme de l'art des Steppes au cours de diverses invasions mongoles.
Le lion se trouve également sur les objets liés au culte, par exemple, les vases à libation (rhytons) retrouvés à Kanesh (période hittite) ont la particularité d'être en forme d'animaux ou de tête d'animaux : le lion figure parmi les animaux représentés aux côtés d'oiseaux, de béliers, de taureaux...

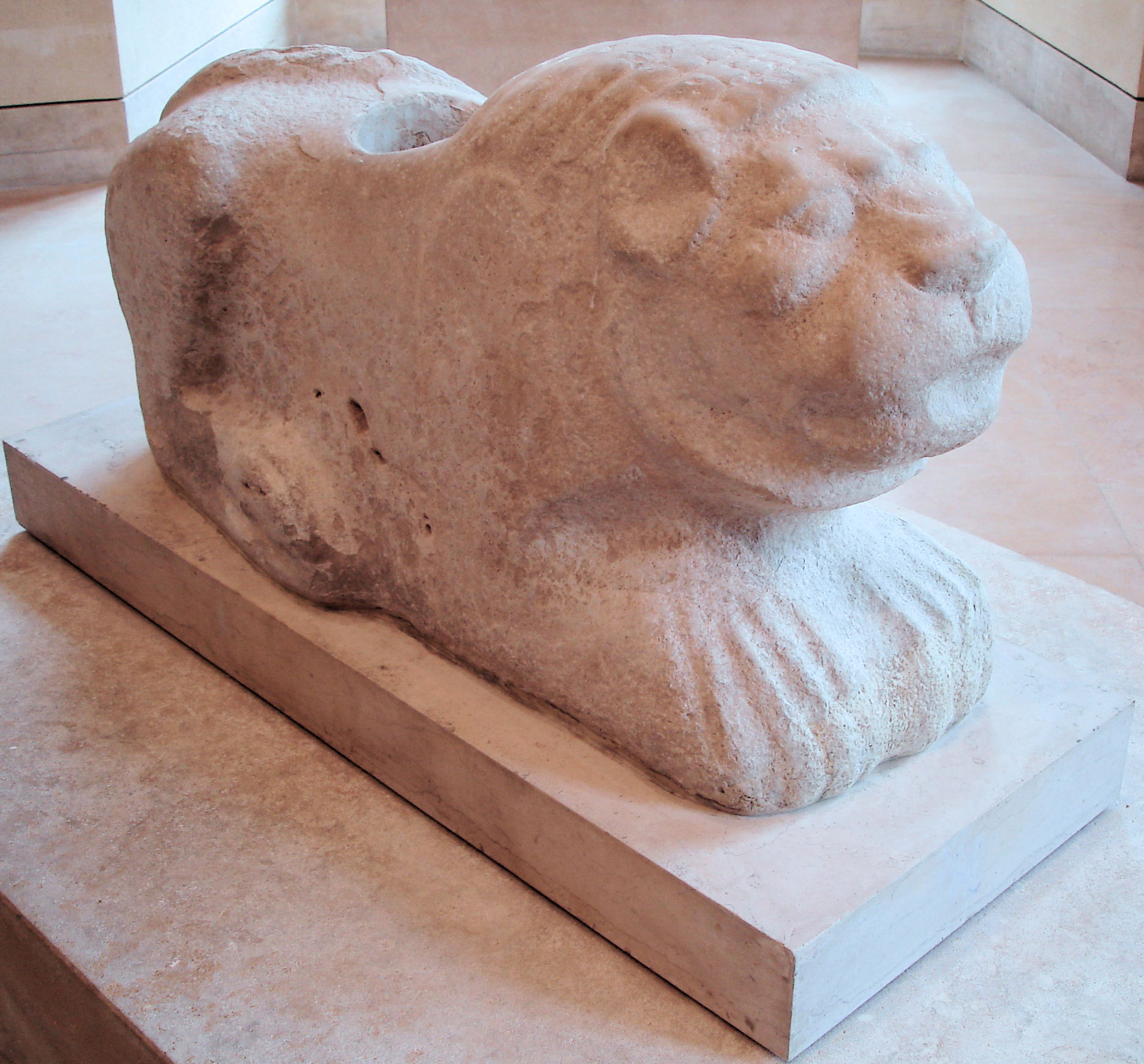
Statue de lion-gardien, règne de Puzur-Inshushinak, calcaire, musée du Louvre (XXIIIe siècle-XXIIe siècle av. J.-C.)
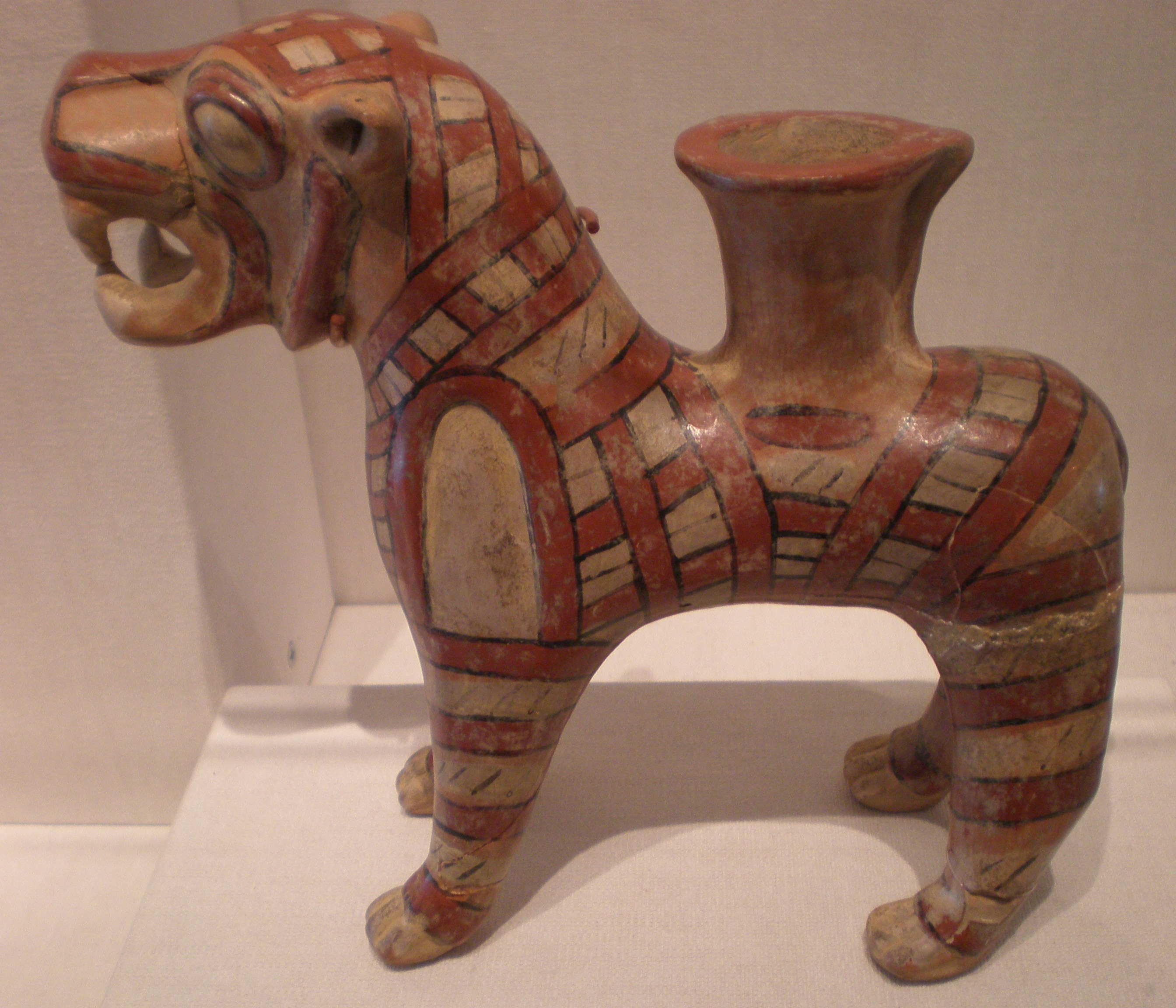
Rhyton zoomorphe représentant un lion, retrouvé à Kültepe/Kanesh (XIXe siècle-XIXe siècle av. J.-C.).
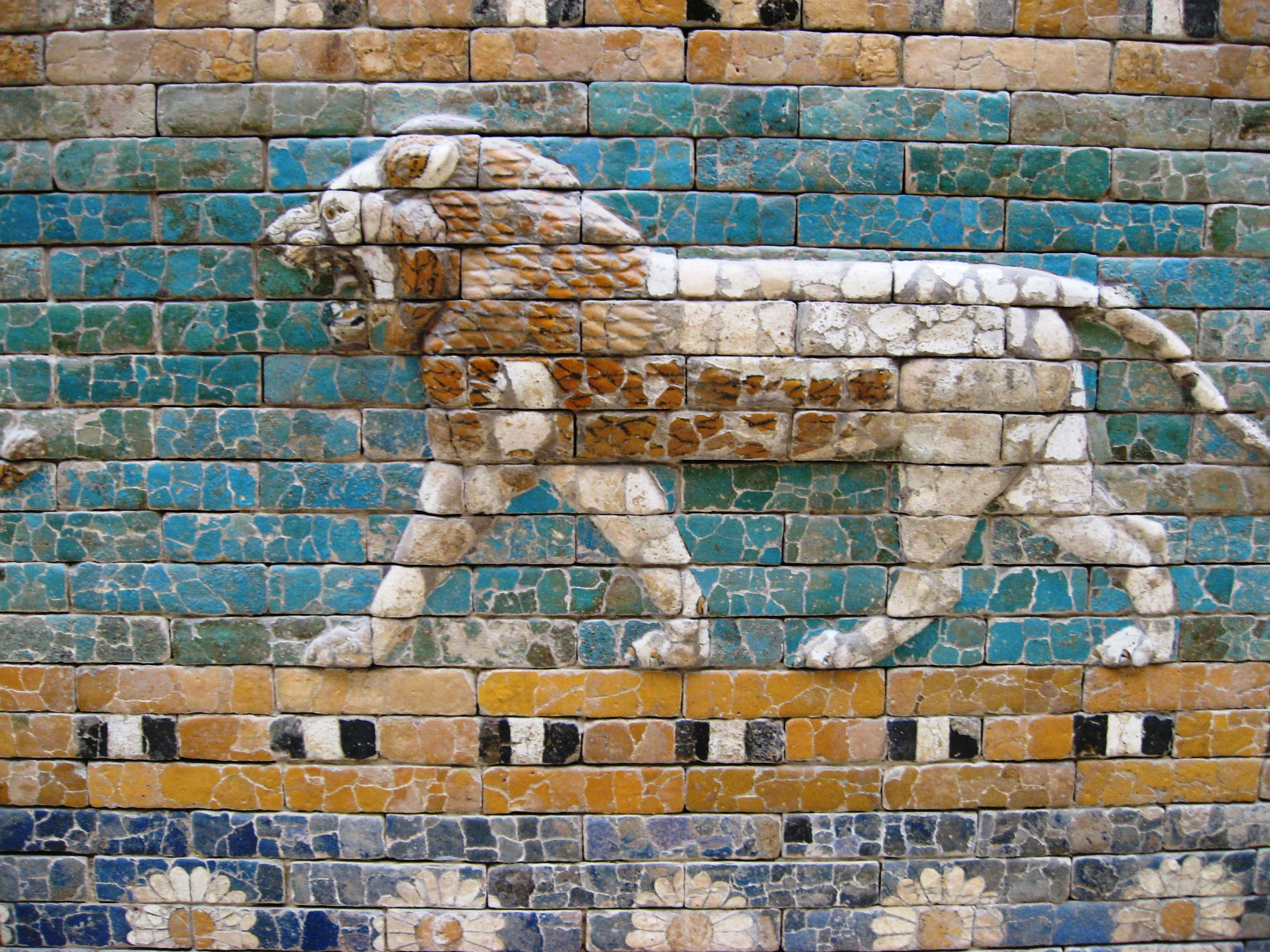
Lion en carreau de céramique de la porte d'Ishtar à Babylone.
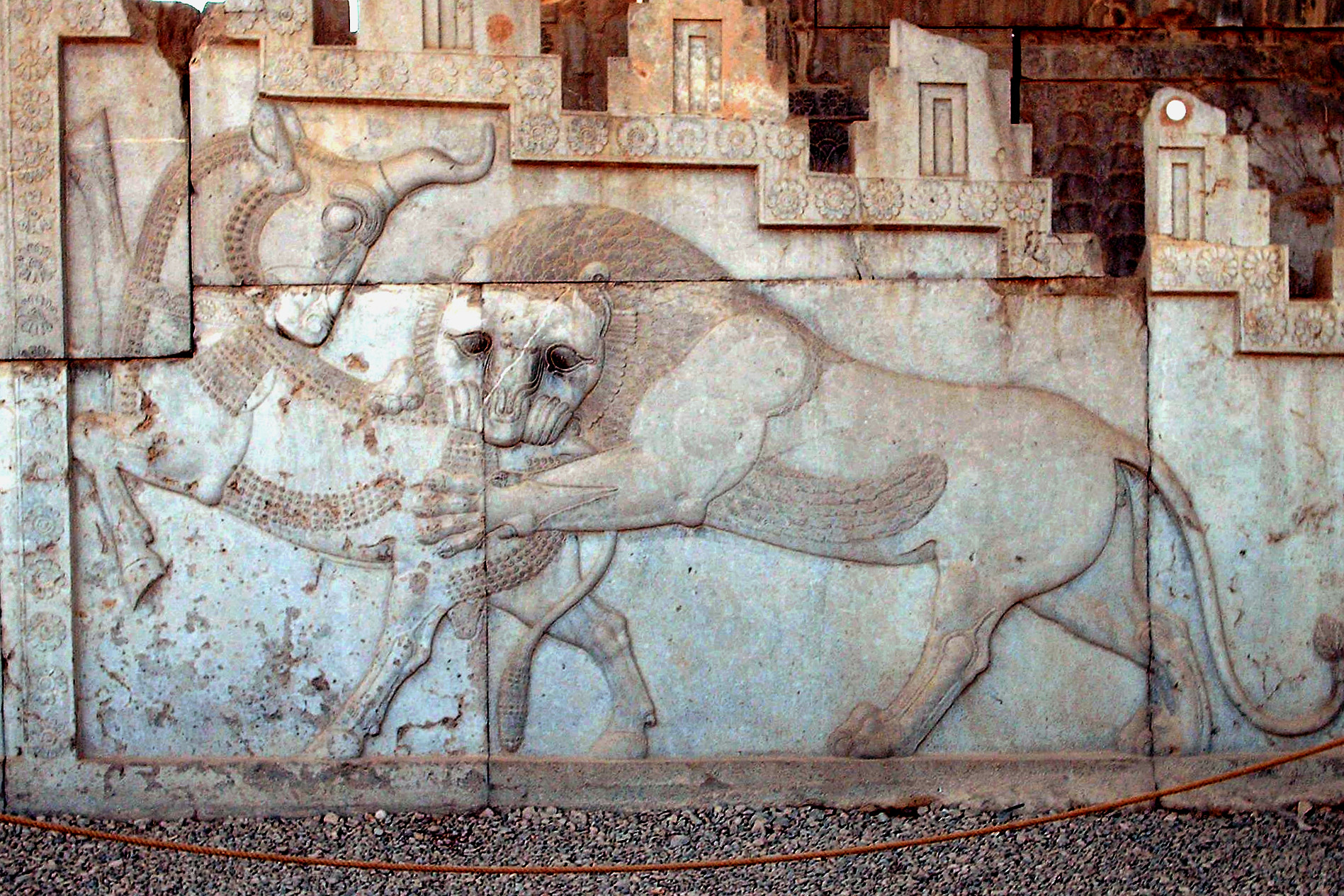
Bas-relief représentant un lion s'attaquant à un bovin à Persépolis.
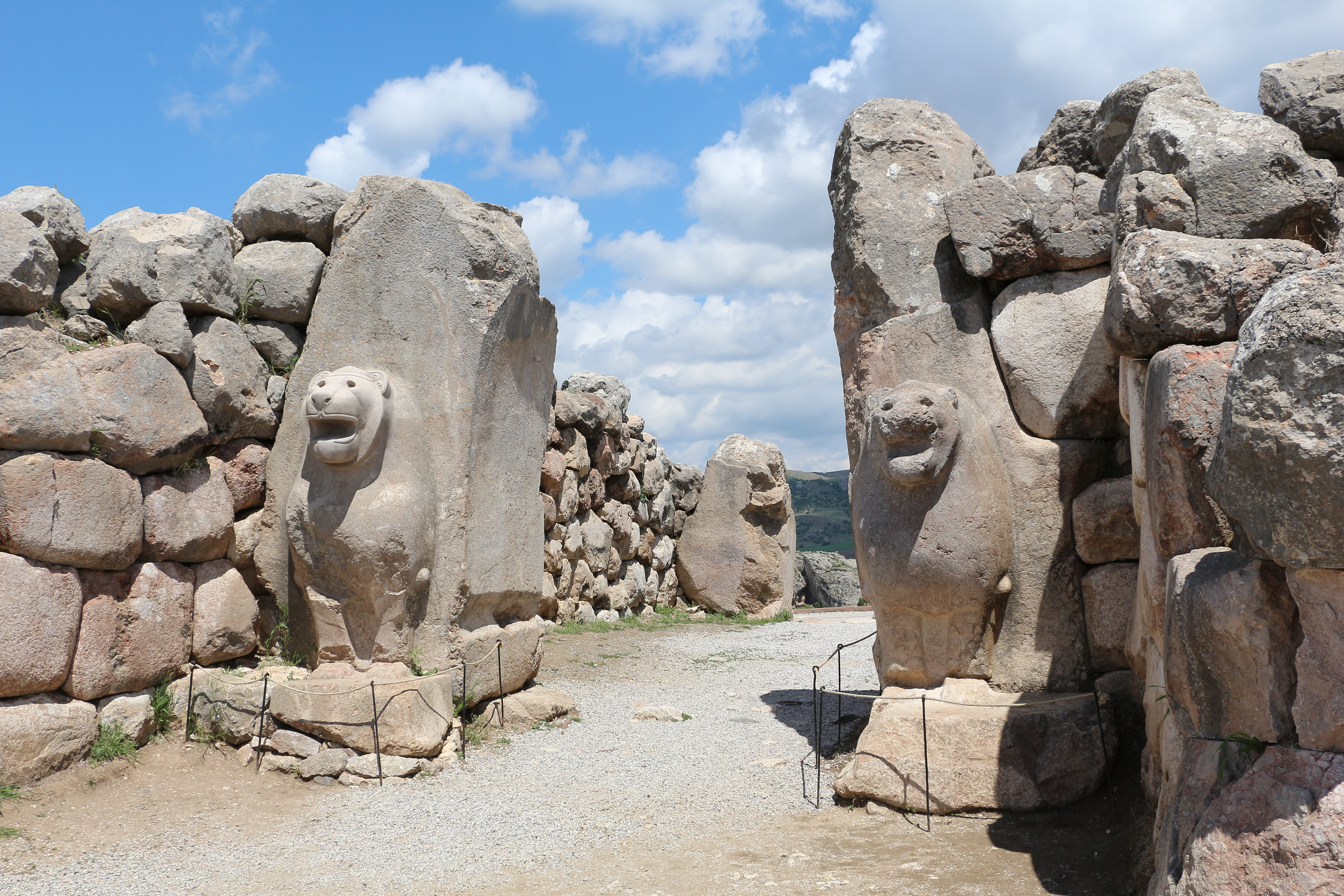
Porte des lions à Hattusa.

### Égypte antique

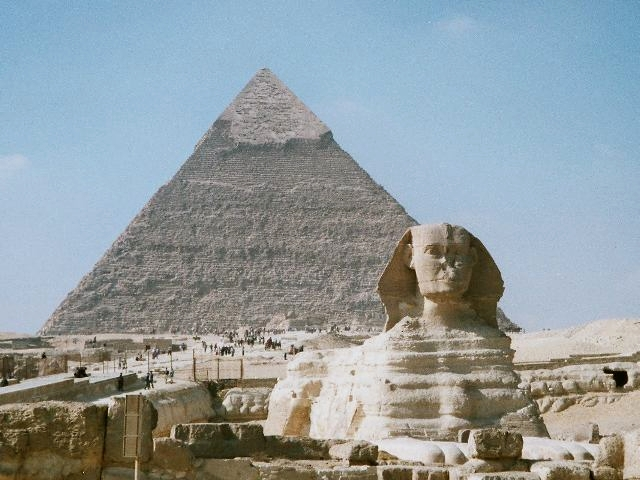
Sphinx de Gizeh.

Le lion est déifié sous l'Égypte ancienne sous la forme de Sekhmet, une déesse lionne destructrice, envoyée par Rê contre les Égyptiens qui complotaient contre lui. Des divinités mineures, comme le génie Nebneryou qui accueille les défunts au royaume des morts ou Mihos, le fils de Bastet à tête de lion ont existé, comme de nombreuses divinités hybrides possédant une partie du corps du lion : Pachet, Aker, Dédoun ou Tefnout par exemple. Léontopolis est également une cité dédiée au lion où ceux-ci circulent librement dans les temples.
C'est également en Égypte qu'est créé le sphinx, lion à tête d'homme, dont le représentant le plus connu est le Sphinx de Gizeh. Si sa relation avec les lions androcéphales de Mésopotamie est mal identifiée, le sphinx égyptien est d'abord une représentation du pharaon qu'il garde et protège ; cette fonction s'amenuisa cependant au cours des siècles, et il devint une simple figure décorative. Repris par les Grecs puis par les Romains, la figure du sphinx évolua et devint même féminin.
La tradition consistant à sculpter les bouches de fontaines en forme de lion vient également de l'Égypte antique : selon Plutarque et Horapollon, le Nil entrait en crue lorsque le soleil entrait dans la constellation du lion, il était donc de bon augure d'en décorer les fontaines.

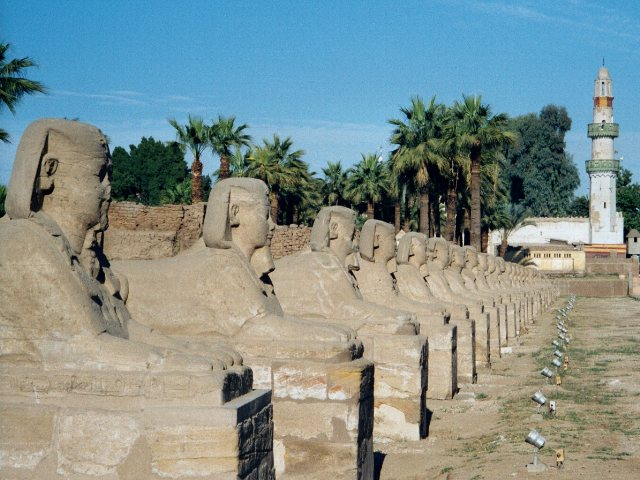
Allée de sphinx protégeant le temple de Louxor.
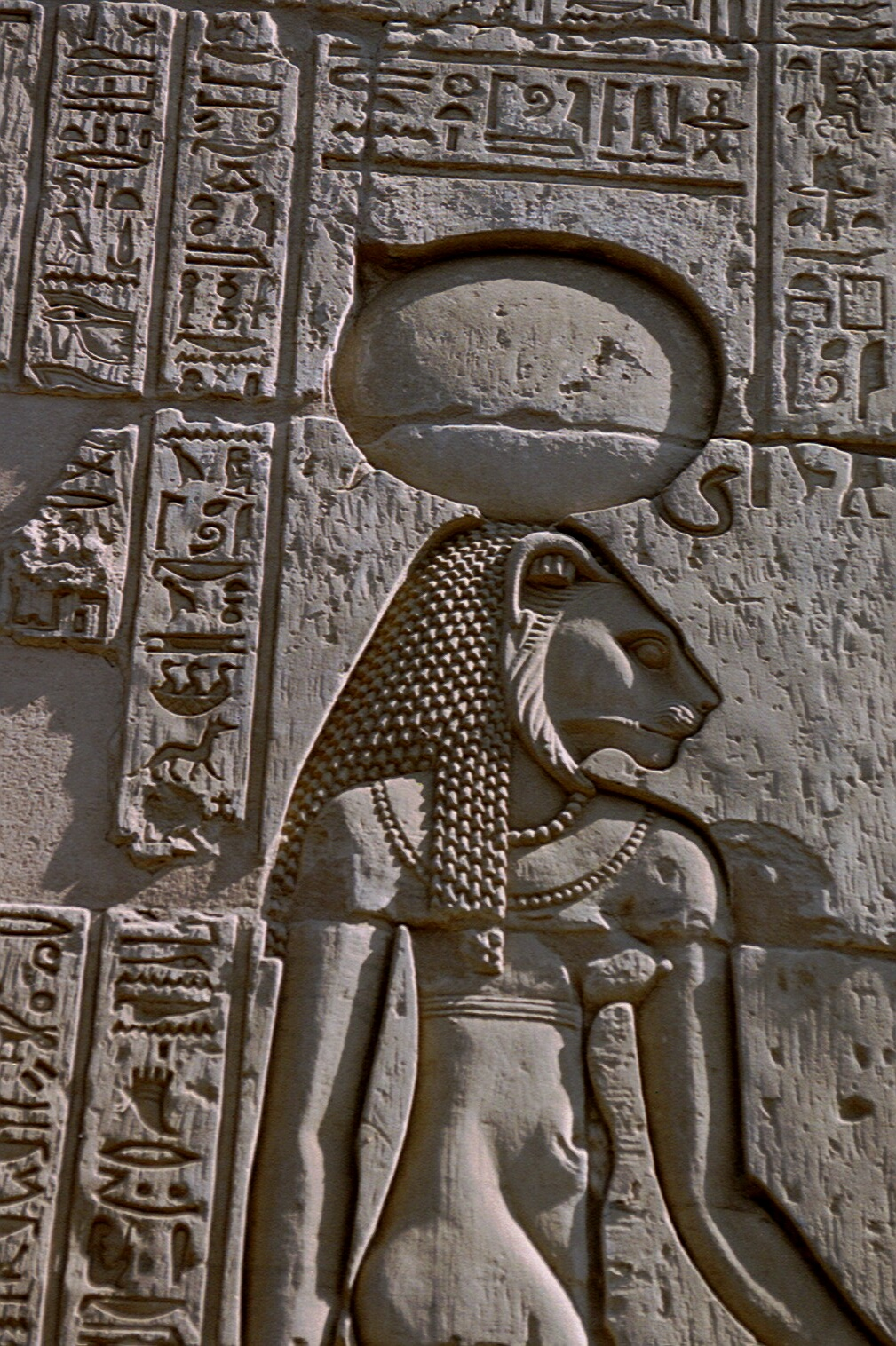
Sekhmet.
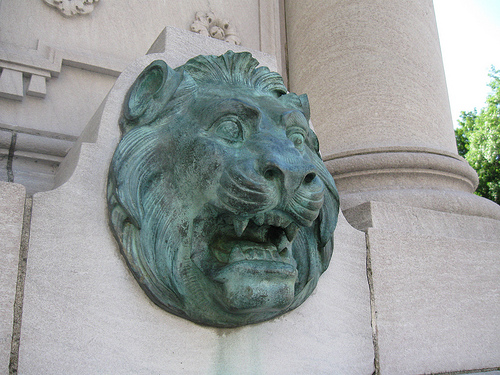
Fontaine à tête de lion, Boston.

### Grèce et Rome antique

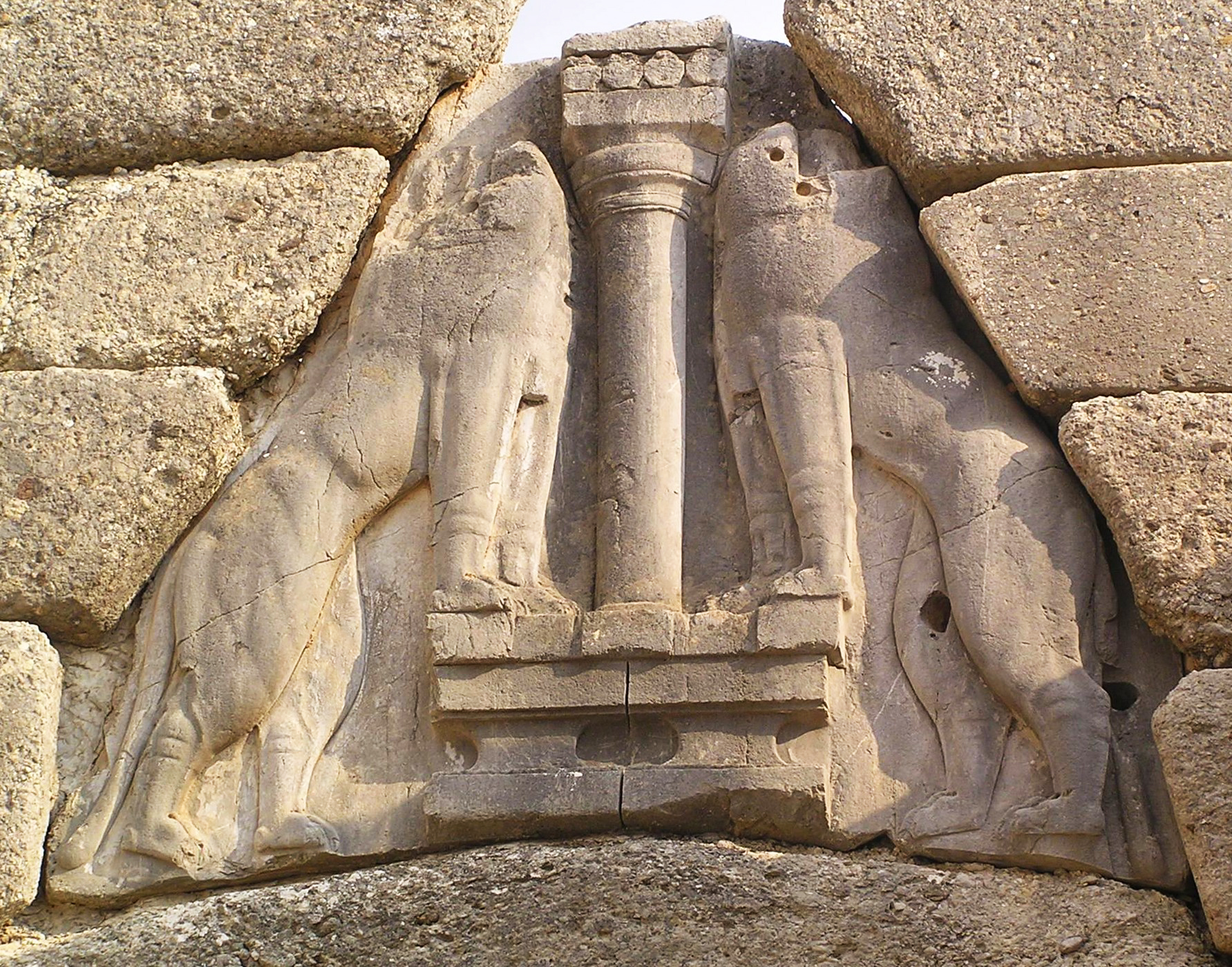
Détail du linteau de la porte des Lionnes à Mycènes.

Chez les Grecs et les Romains, le lion fait également figure de gardien ; ainsi, la porte des Lionnes protège le palais d'Agamemnon contre les ennemis et les démons ou sur la terrasse des lions de l'île de Délos. Le lion est également présent dans les monnaies sous des représentations réalistes. Chez les Romains, il est également très représenté comme animal du cirque, combattant contre des gladiateurs.
Dans la mythologie grecque, les lions apparaissent dans diverses fonctions. Le lion de Némée, représenté comme une bête mangeuse d'hommes à la peau impénétrable, est tué par Héraclès, durant ses douze travaux. La chimère, un autre hybride dont le corps est celui d'un lion, est tuée par Bellérophon. Le lion est l'animal de la déesse Cybèle : celle-ci s'en entoure ou l'utilise pour tirer son char.
Une des fables d'Ésope raconte l'histoire de l'esclave Androclès qui retire une épine de la patte d'un lion et est par la suite sauvé par le même animal lorsqu'il fut jeté aux fauves. L'œuvre littéraire ayant le plus influencé le Moyen Âge occidental reste le Physiologus, bestiaire antique écrit en grec au IIe ou IIIe siècle à Alexandrie, puis traduit en latin au IVe siècle. Cette base antique a donné au lion son image de roi des animaux et son assimilation au Christ ; c'est également du Physiologus que sont issues les trois caractéristiques attribuées au lion au Moyen Âge.

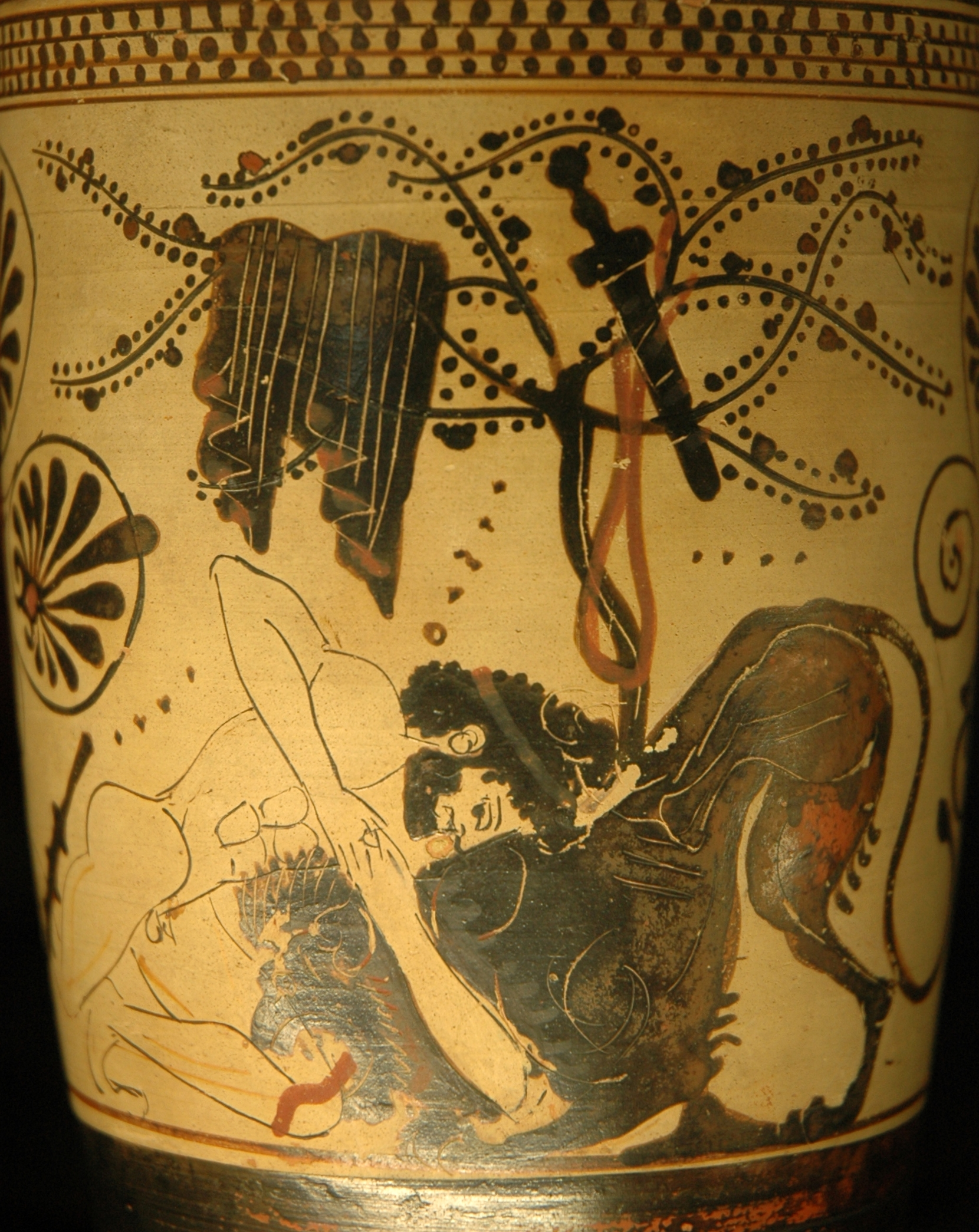
Héraclès combattant le lion de Némée
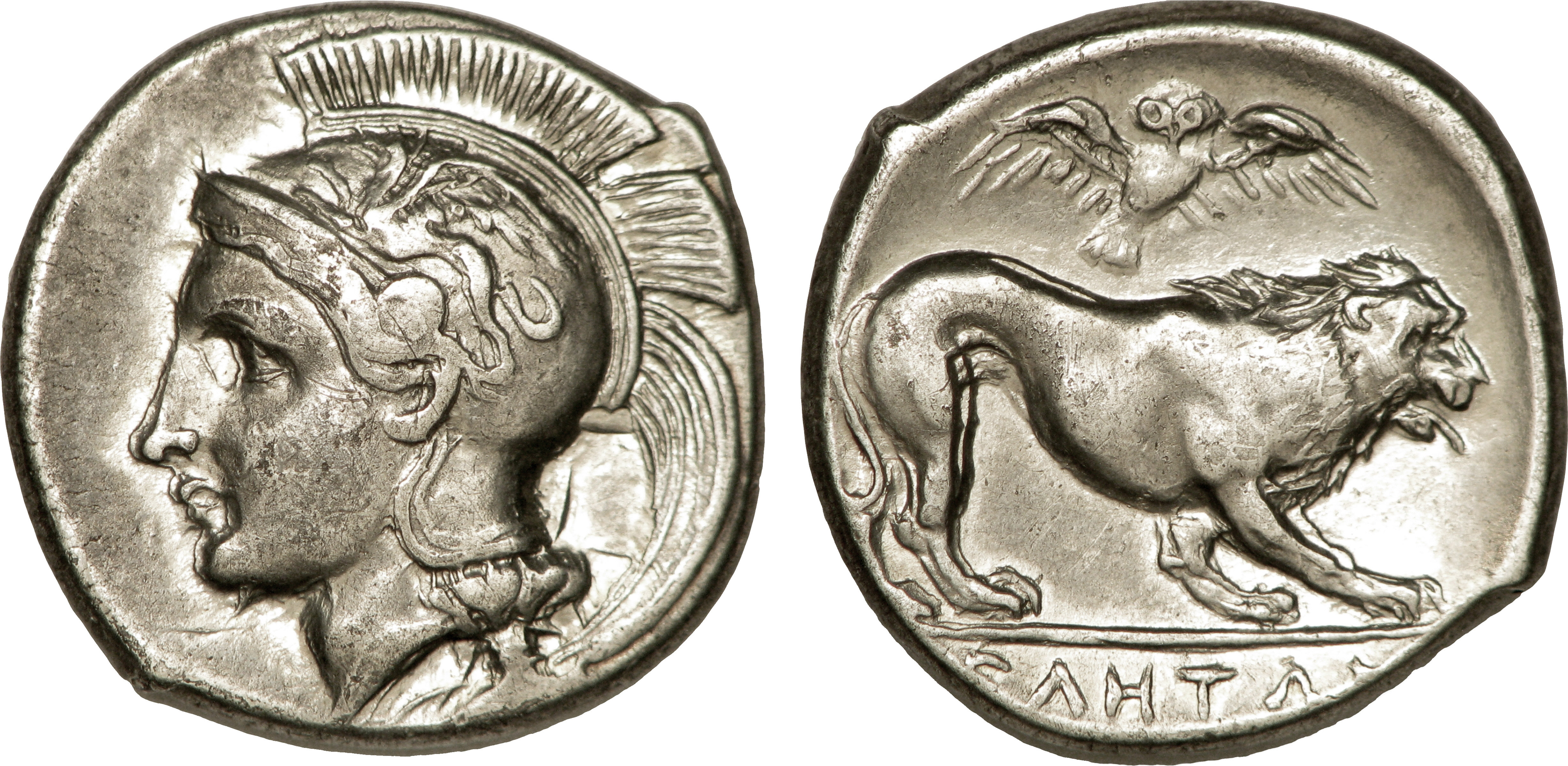
Statère en argent de Vélia (Élée) représentant un buste d'Athéna et un lion
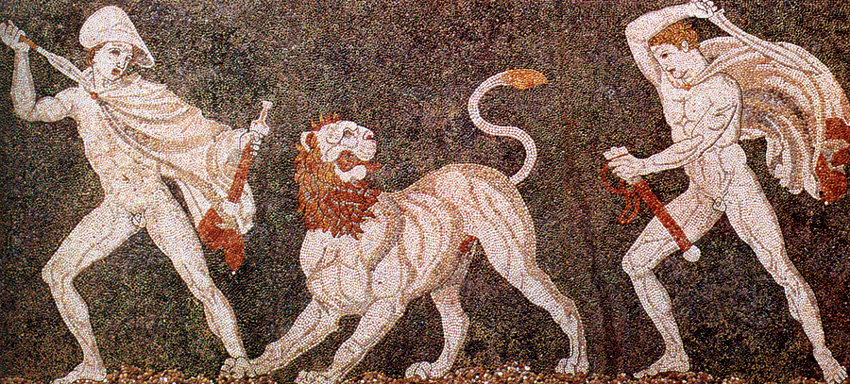
Mosaïque représentant une chasse au lion à Pella
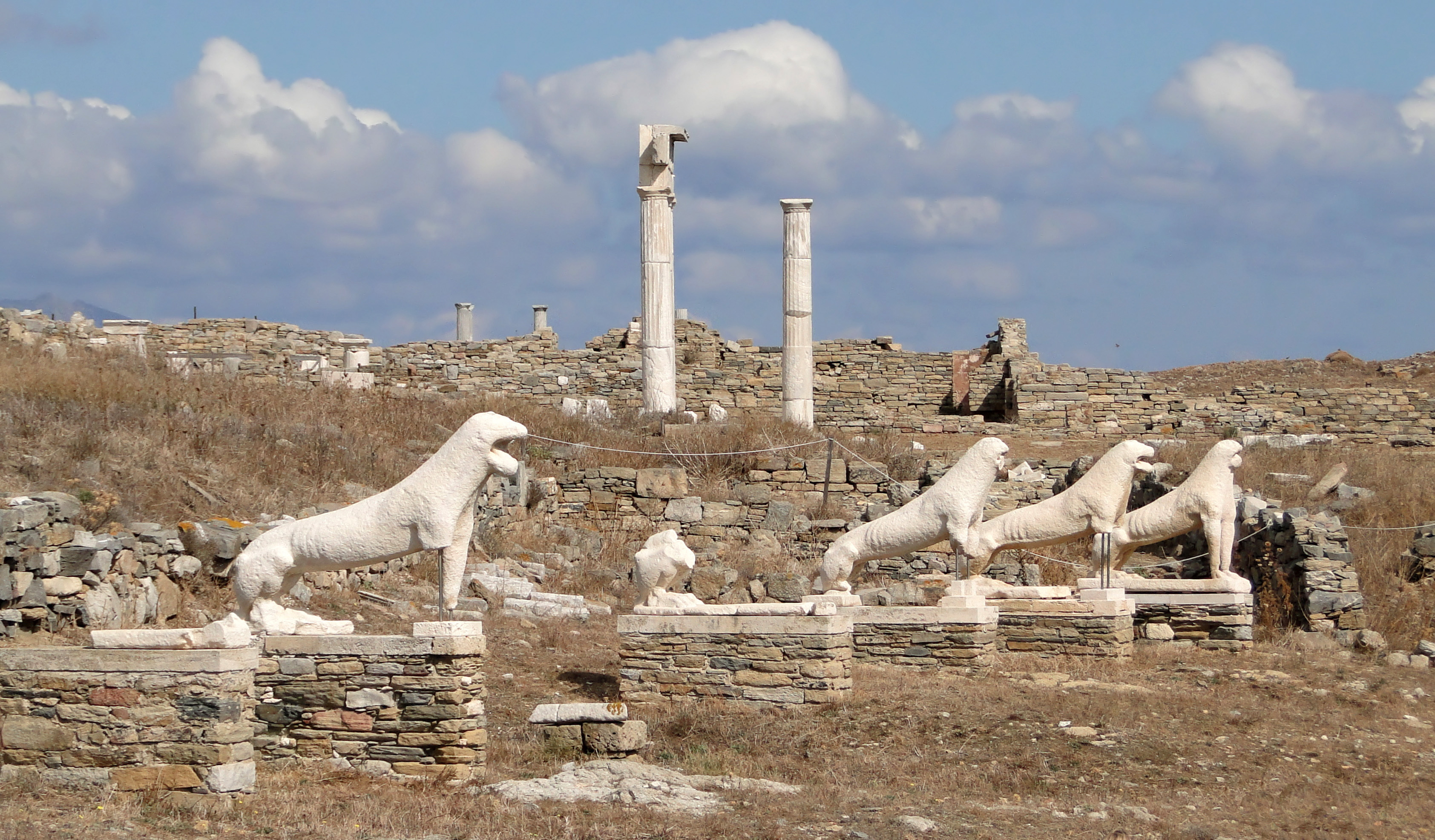
La Terrasse des Lions sur l'île de Délos
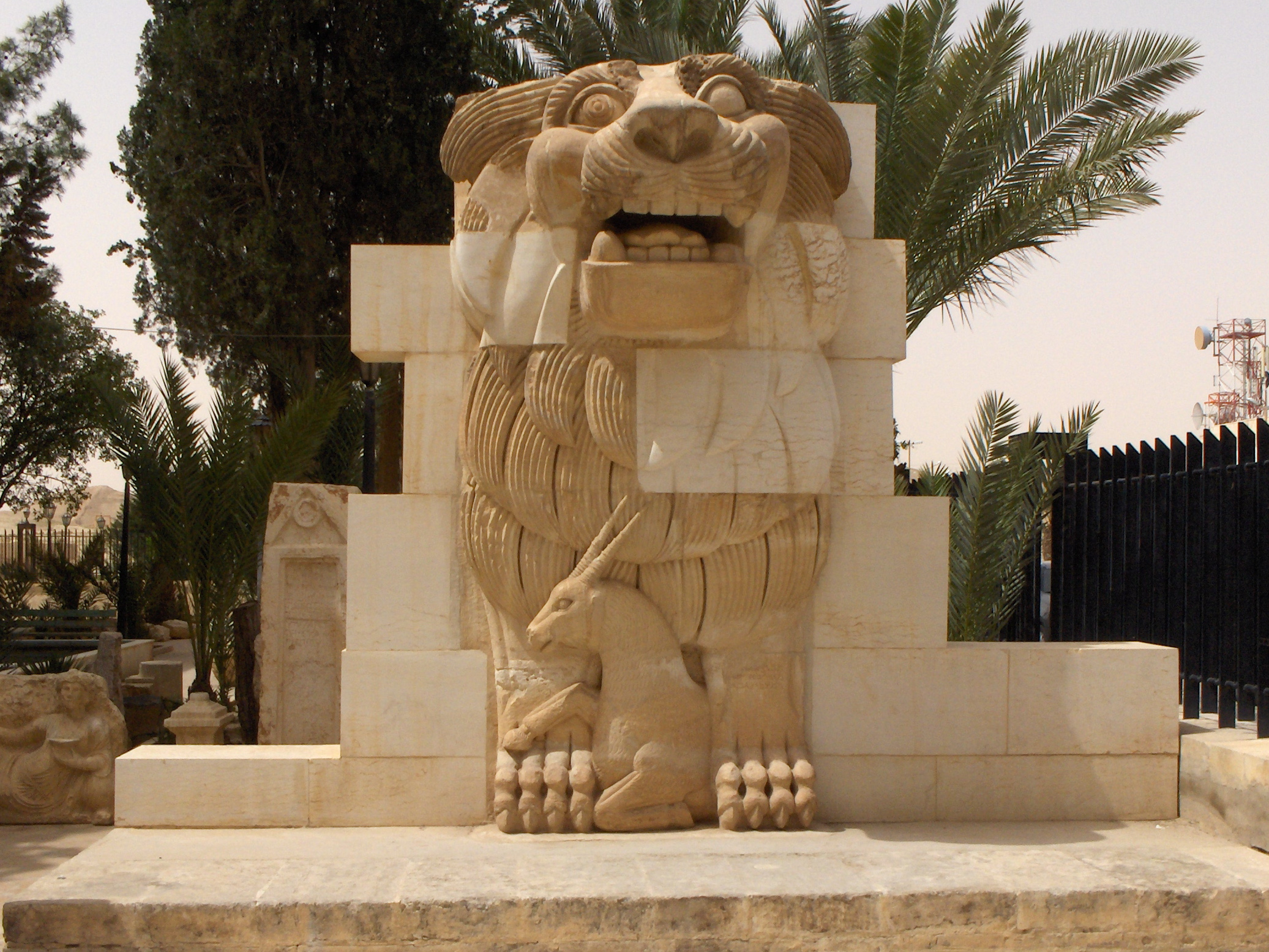
Le Lion de Palmyre (Syrie) (monument détruit par Daech le 27 juin 2015)
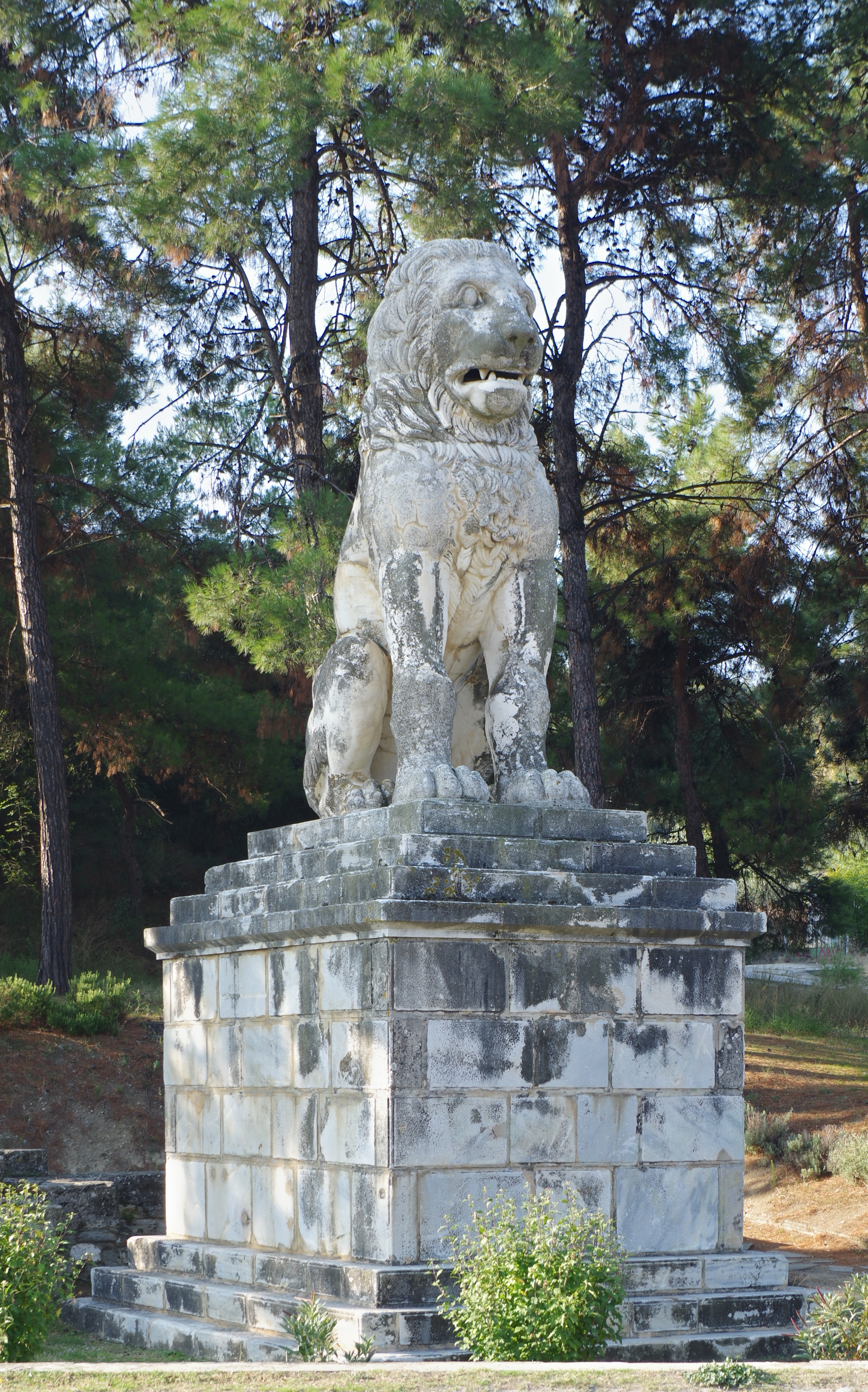
Le Lion d'Amphipolis (Grèce) (monument reconstruit entre 1932 et 1937)

### Art étrusque

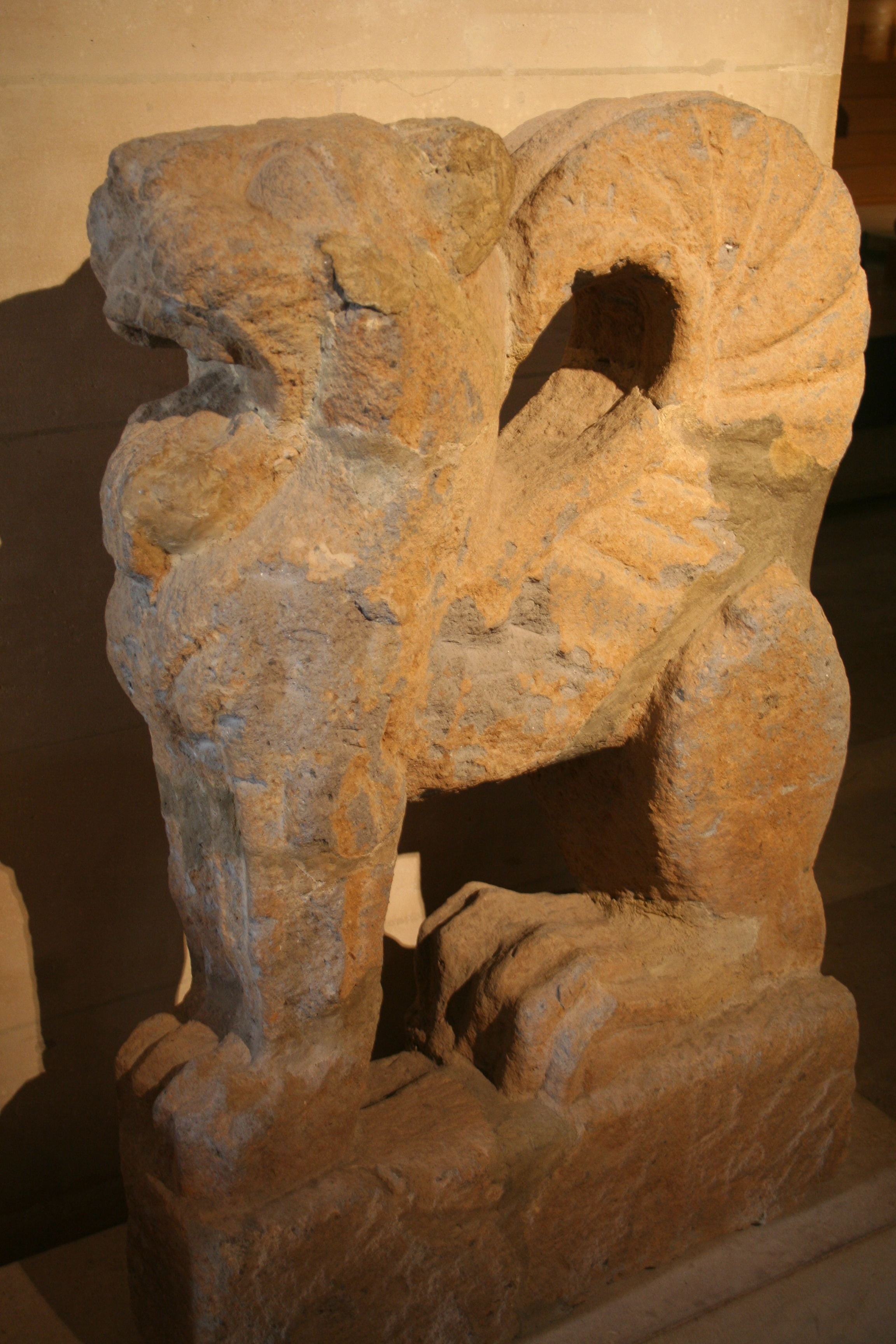
Lion ailé de Vulci.

Dans la culture étrusque, le lion, parfois représenté avec des ailes (Lion ailé de Vulci), fait partie du bestiaire représenté dans les sculptures funéraires à sujets animaliers, inspirées de modèles grecs ou orientalisant, qui décoraient l’entrée des tombes ou des chambres funéraires.

## De l'Antiquité à l'époque contemporaine

### En Occident

#### Des représentations liées à la religion au Moyen Âge

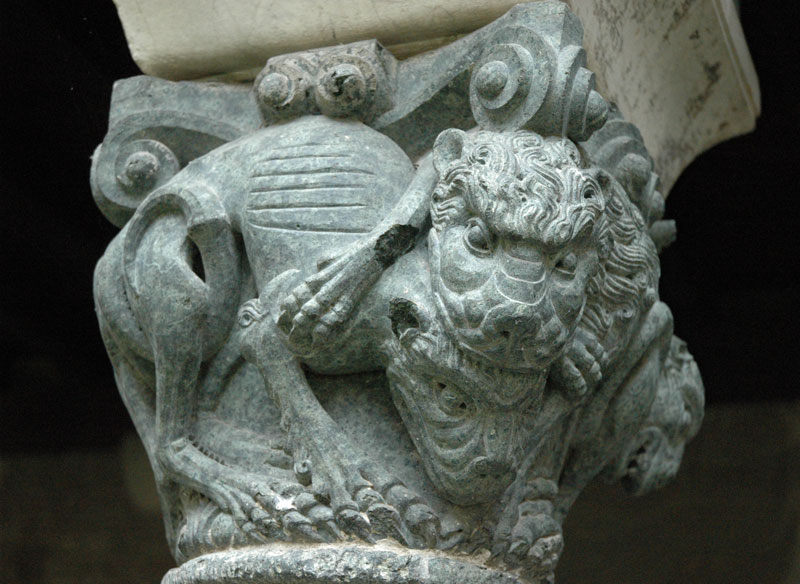
Les représentations de l'art roman sont toujours effrayantes et étranges.
Sculpture du Maître de Cabestany (XIIe siècle) dans la cathédrale de Prato en Italie.

Durant l'ère chrétienne, l'attachement de l'Église à faire disparaître le paganisme entraîne un renouveau de l'art symbolique. Les représentations de l'art roman sont toujours bizarres et effrayantes et reflètent le faible lien unissant l'homme et l'animal à cette époque. L'animal devient une allégorie, par exemple la colombe représente la paix. Le lion est un animal polysémique, surtout dépeint à travers les images positives de saint Jérôme et son lion, du tétramorphe (lion de saint Marc) et de Daniel épargné par les lions ; cependant, une connotation négative lui est associée par un passage de Pierre faisant référence à Satan qui déambule tel un lion cherchant une proie à dévorer. Ainsi, le lion revient très souvent dans les églises catholiques car il représente la force du croyant combattant le péché, et dans les objets : bracelets en patte de lion, siège épiscopal sculpté à l'effigie du lion, sur le socle des chandeliers, les portails d'église… Le lion ailé est très représenté à Venise : il en est le symbole, et la légende attribue à la ville de garder la dépouille de saint Marc.
Les manuscrits enluminés représentent le lion selon les trois caractères fondamentaux donnés dans le Physiologos : il se tient en haut des montagnes, ses yeux sont ouverts même lorsqu'il dort et réanime ses lionceaux mort-nés au bout de trois jours. Parmi les enluminures, on retrouve notamment des scènes bibliques comme Daniel jeté dans la fosse aux lions.

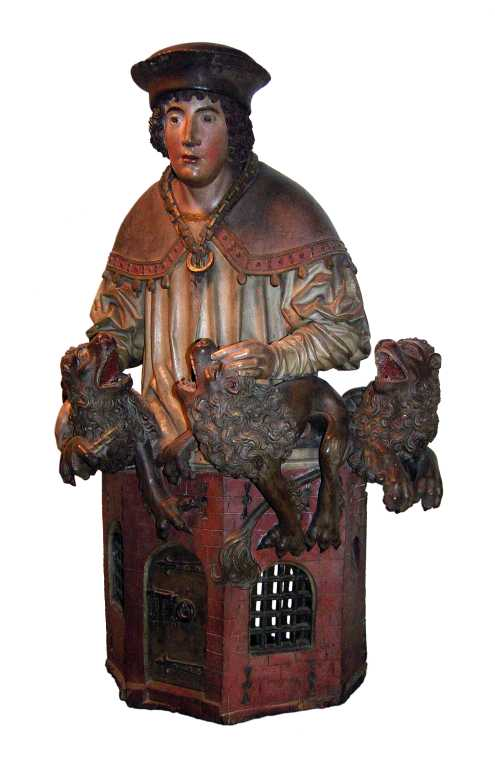
Daniel dans la fosse aux lions Bois sculpté polychrome, Cathédrale Saint-Sauveur de Bruges.
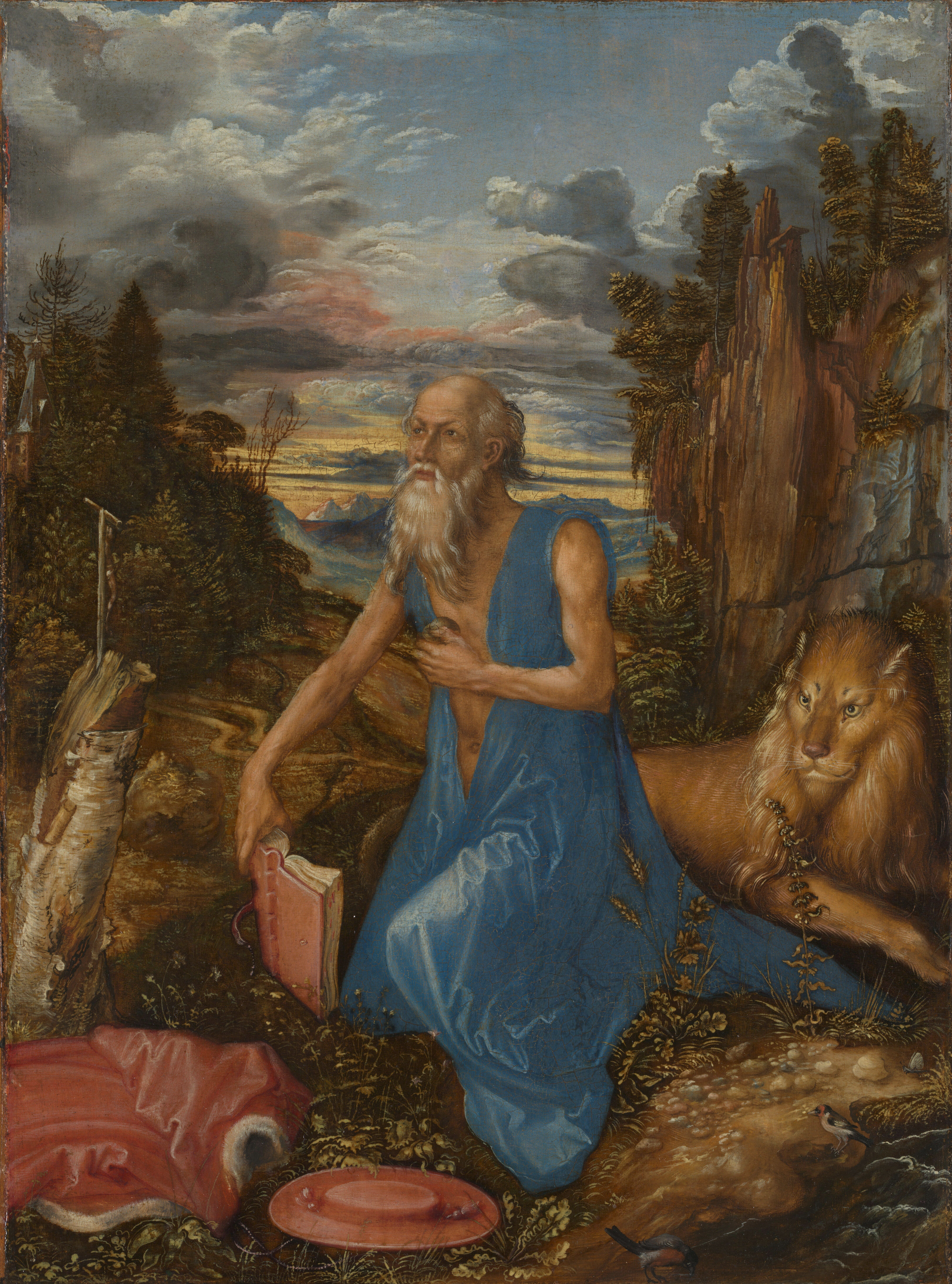
Pénitence de saint Jérôme, Albrecht Dürer, XVe siècle.
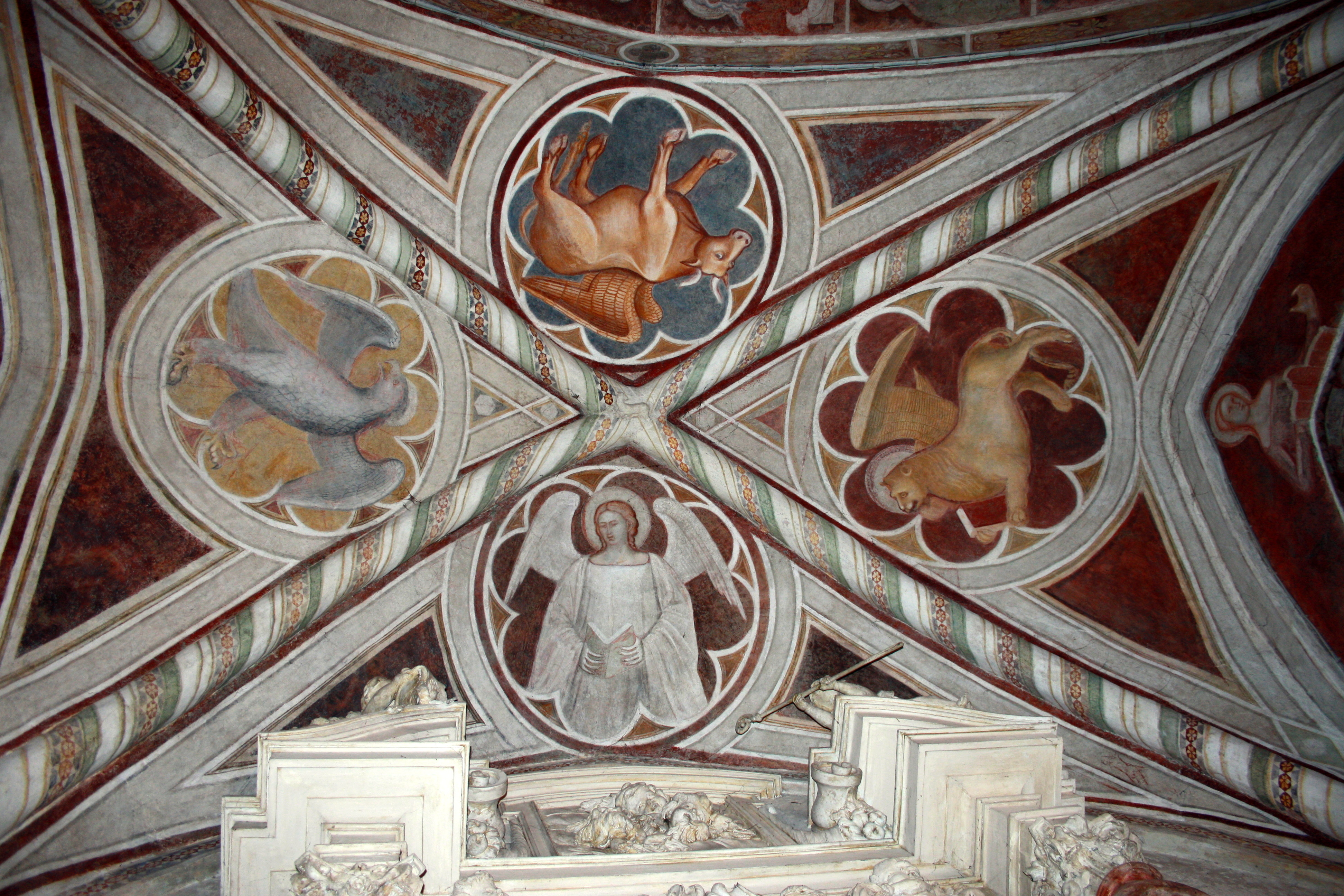
Les quatre figures du tétramorphe Fresque gothique de l'Abbaye de Viboldone en Italie, XIIe siècle - XIVe siècle.
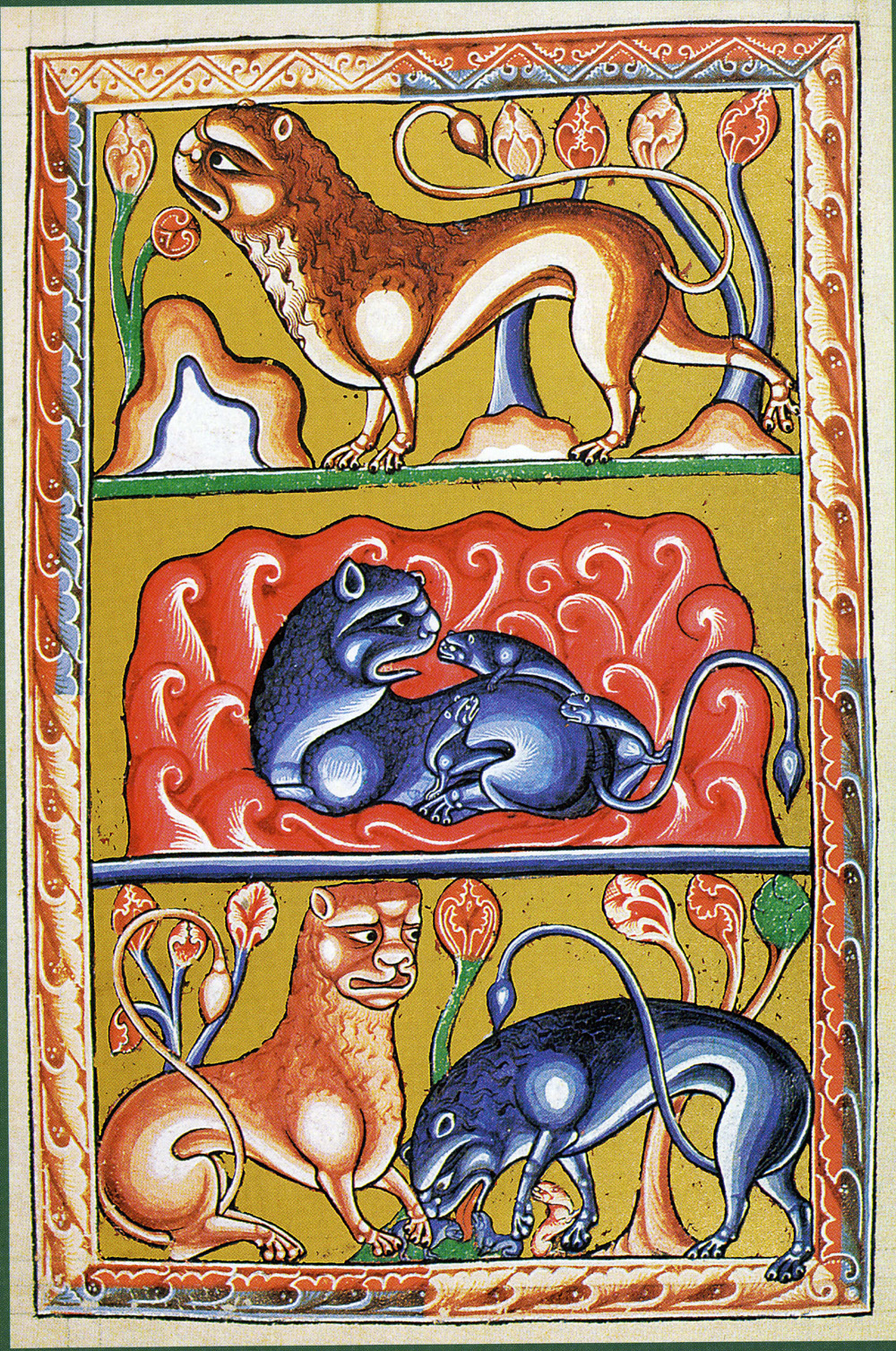
Enluminure représentant un lion sur des hauteurs, la naissance des lionceaux et la réanimation de ceux-ci par le père. Bestiaire d'Ashmole, XVIe siècle.

#### Évolution des représentations

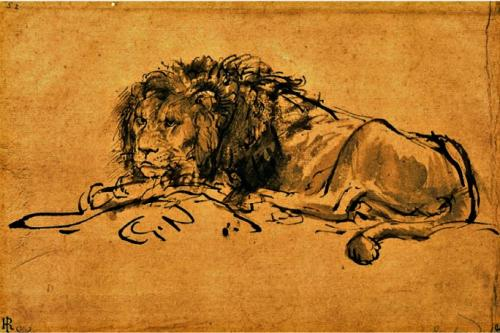
Lion se reposant
Rembrandt

Durant la Renaissance, les animaux, surtout des animaux proches de l'homme, sont dépeints avec passion mais également rigueur scientifique. Cependant, les animaux exotiques, difficiles à observer, étaient pour partie imaginés par le peintre : La Chasse au tigre, tableau baroque de Rubens dépeignant une chasse aux grands félins incluant des lions, est une œuvre qui fut partiellement imaginée par le peintre ; la composition du tableau permit cependant d'insuffler le réalisme à ces félins inventés. Pour Théophile Gautier, ce sont essentiellement des « lions à perruque » qui sont produits durant le classicisme.

#### XIXesiècleRomantisme et Réalisme
Le peintre romantique travaille tant sur une exactitude anatomique, notamment en s'exerçant à la représentation de sujets réels détenus dans les zoos, que sur l'envie de dépeindre un animal sentimental, ce qui attira les quolibets des artistes de style classique. Lion et tigre ont un renouveau d'intérêt. Quelques grands tableaux jalonnent la période romantique comme les lions de Eugène Delacroix.
Au XIXe siècle, de nombreuses illustrations zoologiques faites par les naturalistes montrent précisément le lion. À partir de la même époque se multiplient, notamment par le dessin de presse et la bande dessinée, des représentations humoristiques, souvent irrévérencieuses pour le « roi des animaux ».
- Lions au XIXe siècle

Lions au XIX
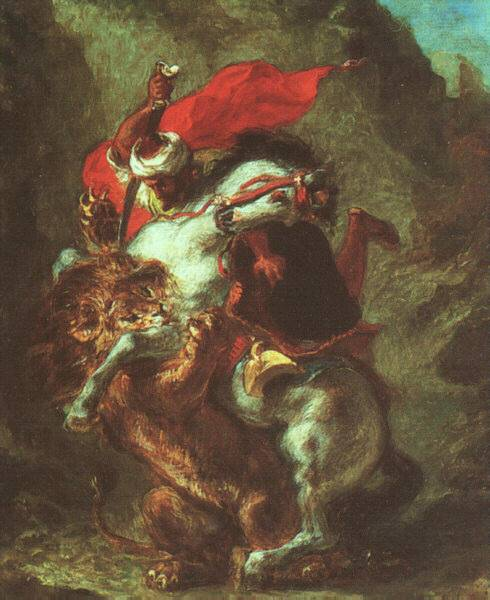
Lion attaquant un cavalier Eugène Delacroix.
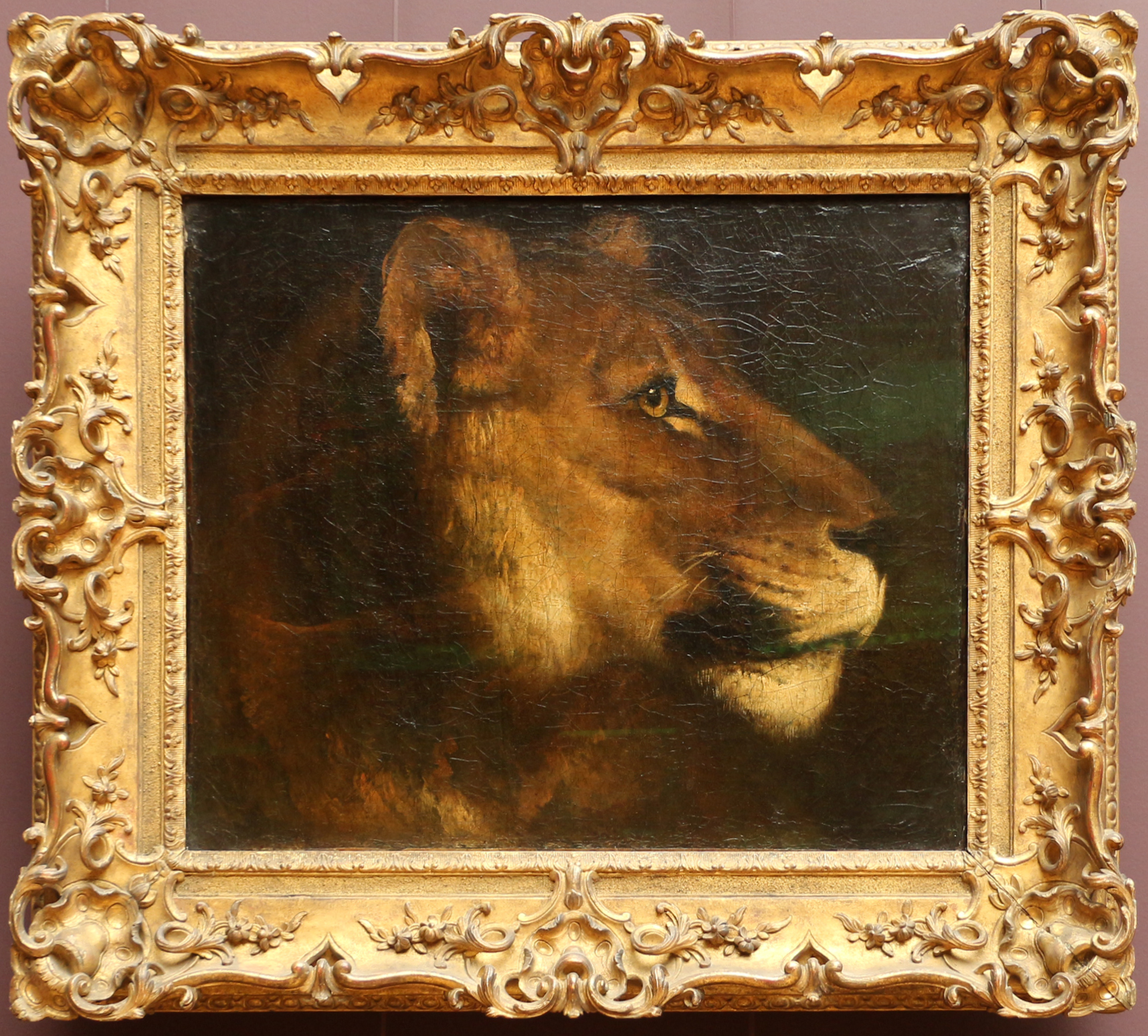
Tête de lionne Théodore Géricault
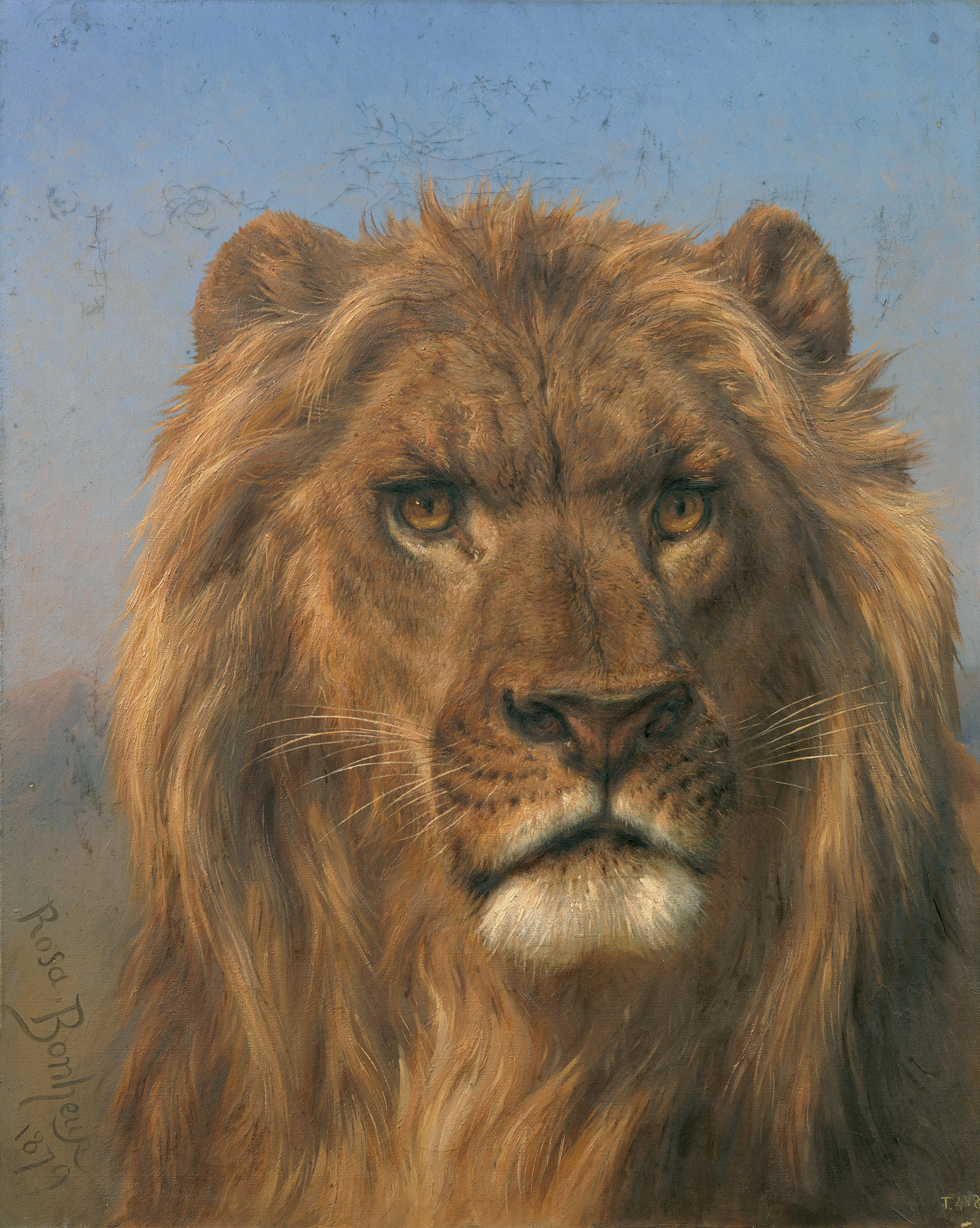
Le Cid, 1879 Rosa Bonheur Musée du Prado, Madrid
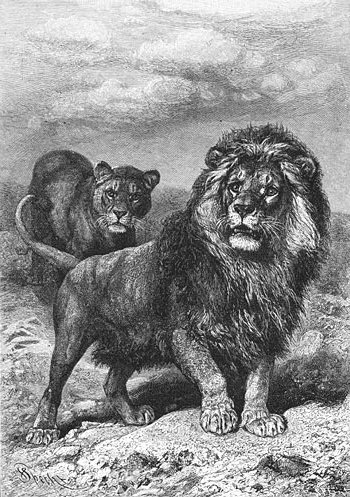
Lion du Cap Alfred Edmund Brehm
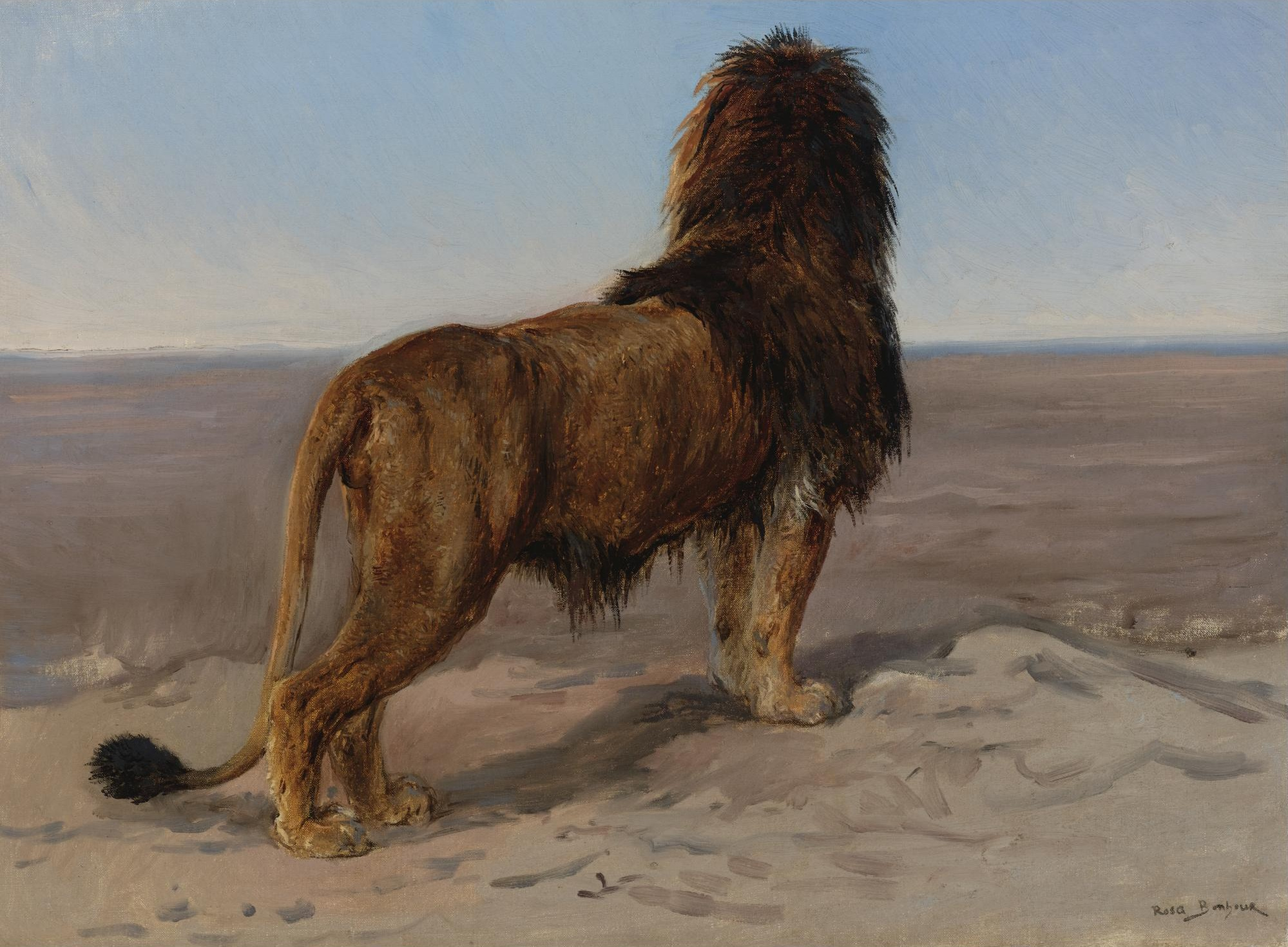
Lion (Le guetteur) Rosa Bonheur Collection privée, Vente 2007

Selon Marcel Brion, le Douanier Rousseau dépeint toute l'individualité de ces félins seuls dans la jungle ou dans le désert comme dans La Bohémienne endormie.
- Lions au XIXe siècle

Lions au XIX
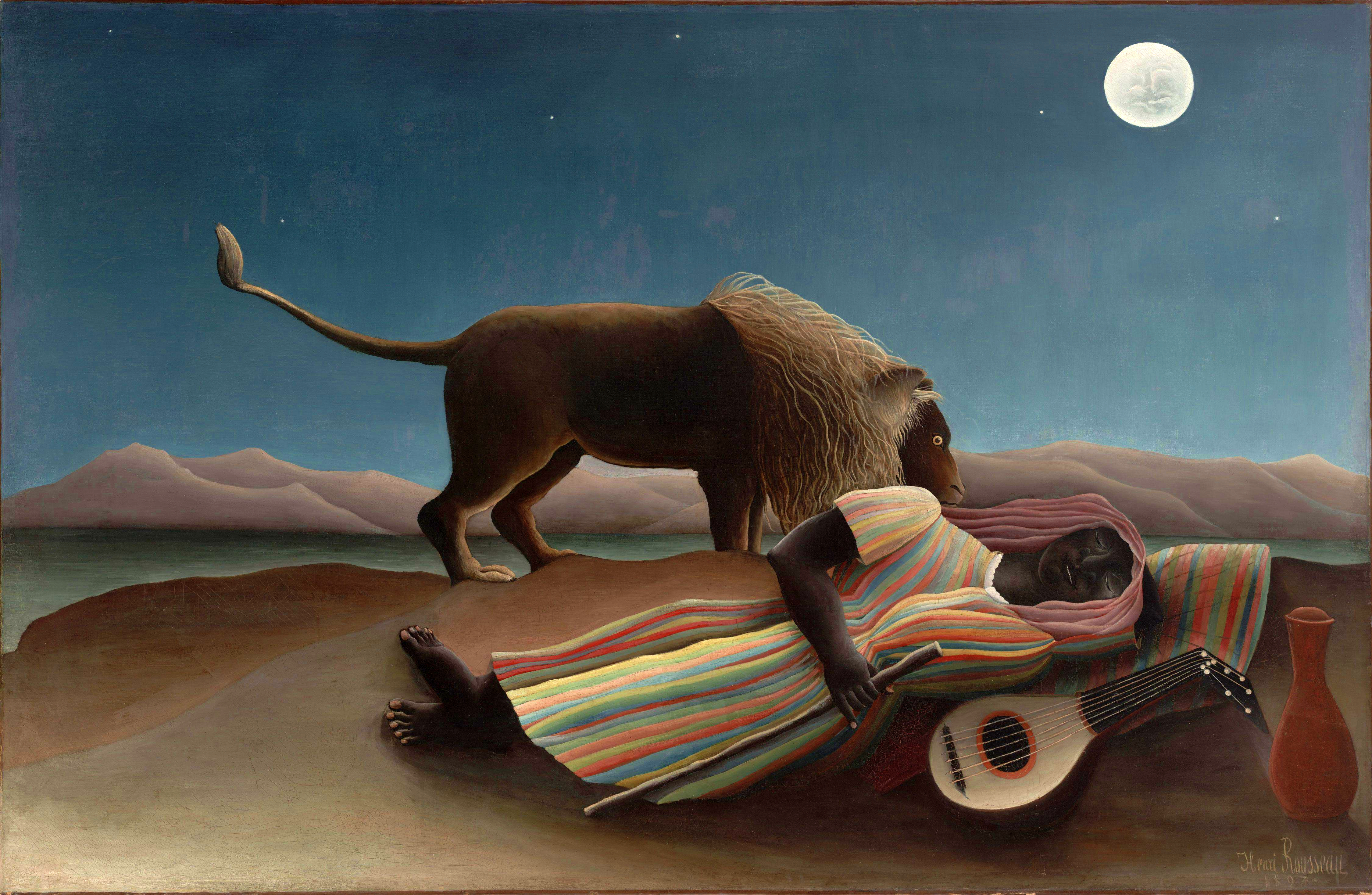
La Bohémienne endormie Douanier Rousseau (1897).
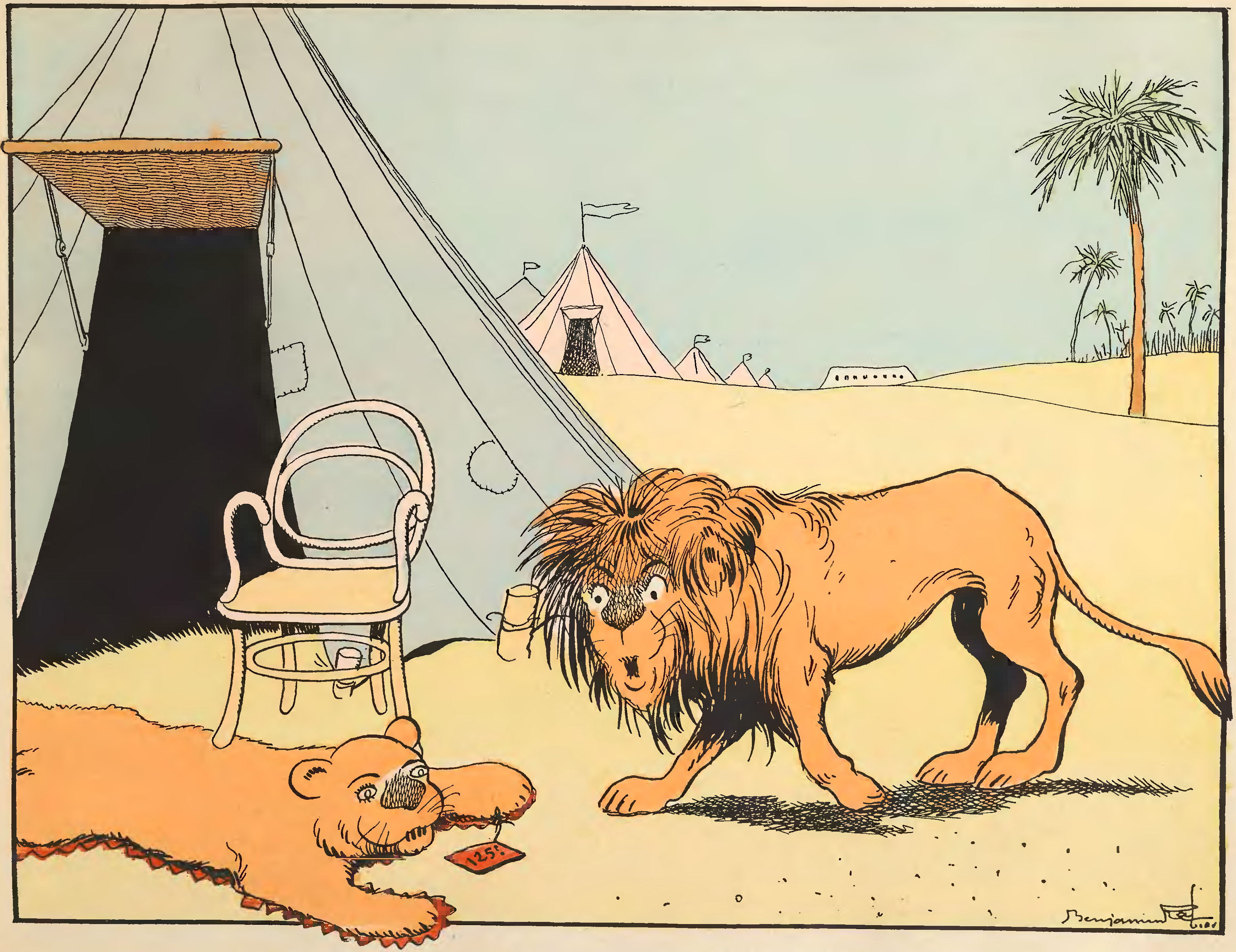
Illustration[16] issue de l’album, paru en 1923, Les Petites Misères de la vie des animaux de Benjamin Rabier.

#### Une figure héraldique

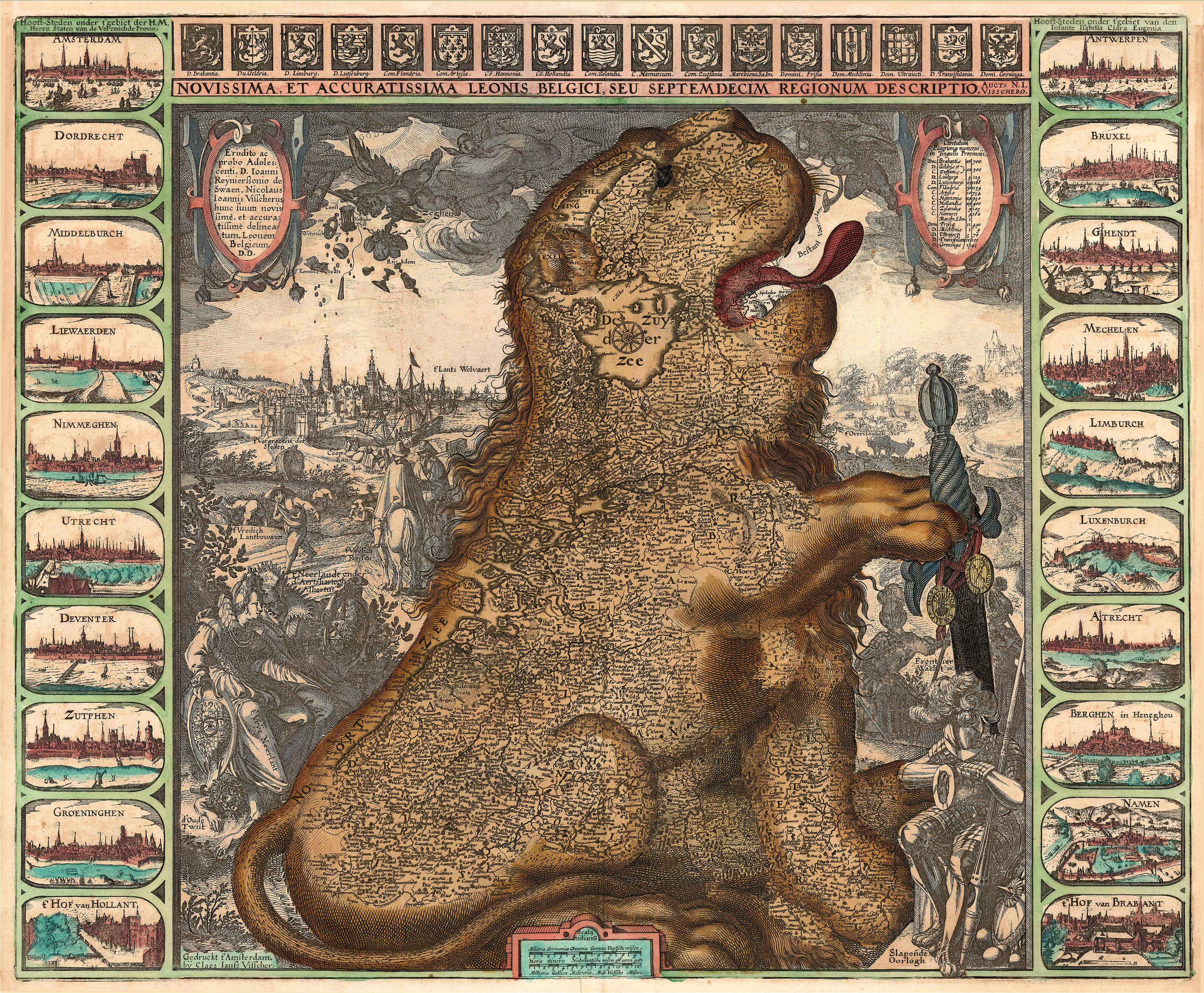
Leo Belgicus.

La fascination des hommes pour cet animal est visible dans la multiplicité d'écussons sur lesquels il est illustré, au point qu'un proverbe affirmait : « qui n'a point d'armes, porte un lion, ». Ainsi, on le retrouve, entre autres, sur les Armoiries de l'Écosse, de la Norvège, de la Belgique ou de villes comme Lyon. Le lion est représenté le plus souvent rampant, c'est-à-dire dressé sur ses pattes arrière, mais de très nombreuses formes existent : léopardé, lampassé, ramassé, morné, etc. Le lion en héraldique est appelé lion avec la tête de profil et léopard avec la tête en face, ainsi les lions du blason anglais sont des léopards. Une symbolique basée sur la figure du lion a pu être créée, par exemple, un lion d'argent sur champ de sinople symboliserait la tempérance et selon Marcel Brion, les divers lions héraldiques sont issus de lointaines croyances préhistoriques.
En cartographie, le lion est le symbole de l'Afrique mais également des lieux inexplorés : hic sunt leones, « Ici, vivent les lions » sous-entendu d'une terre dangereuse et inconnue. La Belgique est également représentée sous la forme d'un lion.

Blason de la Norvège.
Blason de l'Angleterre.
Blason de la ville d'Arles.

#### Littérature
Le Roman de Renart, Yvain ou le Chevalier au lion et les bestiaires sont de grands ouvrages du Moyen Âge dépeignant le lion. Jean de La Fontaine utilise le lion dans plusieurs de ses Fables, où il représente la force, notamment Le Lion et le Rat où le félin, impétueux, est opposé au rongeur, petit, faible mais patient.
Théophile Gautier écrira un poème sur le lion de l'Atlas dans le Parnasse contemporain.

### En Asie

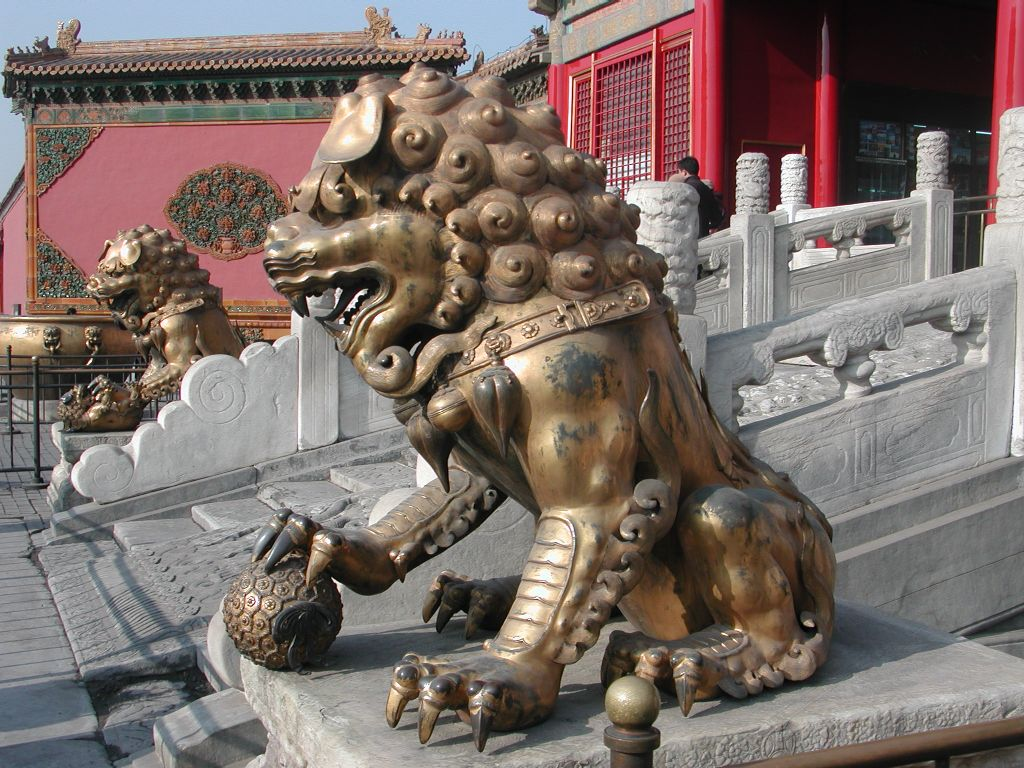
Lions gardant la cité interdite.

Autrefois présent en Inde, le lion (Panthera leo) n'a jamais mis les pattes en Chine ni au Japon, pourtant il est fortement représenté, notamment en Chine. Des lions, représentés avec une crinière bouclée, montent la garde devant les pagodes, comme celle de Kuthodaw, dans les temples bouddhistes, les ponts et palais. Ces lions de pierre appelés Koma-Inu au Japon, font office de protecteur et d'avertissement : ils représentent la séparation entre l'extérieur profane et l'intérieur sacré. Attestés dès le IIIe siècle en Chine et au cours de l'ère Heian au Japon, les lions chinois et japonais sont très stylisés, ils peuvent être munis de cornes ou assimilés au cerf et au dragon, cela est dû au fait qu'il n'y a pas de lions dans cette région d'Asie. On distingue la lionne qui tient un lionceau sous sa patte, du lion qui tient une sphère. Le mâle et la femelle sont disposés différemment selon les pays et ont un symbolisme différent.
Originaire d'Inde , la danse du lion est une danse traditionnelle effectuée au Nouvel an chinois pour faire fuir les démons et apporter la chance. Selon une légende chinoise, le lion faisait partie du zodiaque chinois avant d'en être chassé par le tigre. Le lion est le symbole national de l'Inde, et figure sur ces armoiries sous la forme des lions de l'empereur indien Ashoka. À Bali, le barong et le singa sont des créatures ressemblant au lion. Les Tibétains utilisent des masques de lions pour représenter les démons.

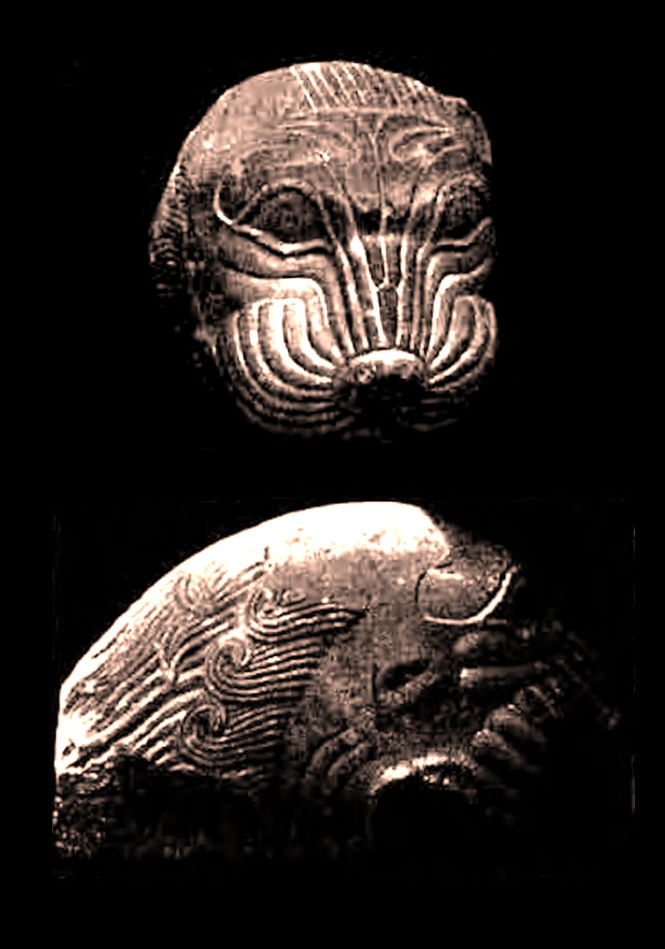
Lion de Masarh, Inde, IIIe siècle av. J.-C.
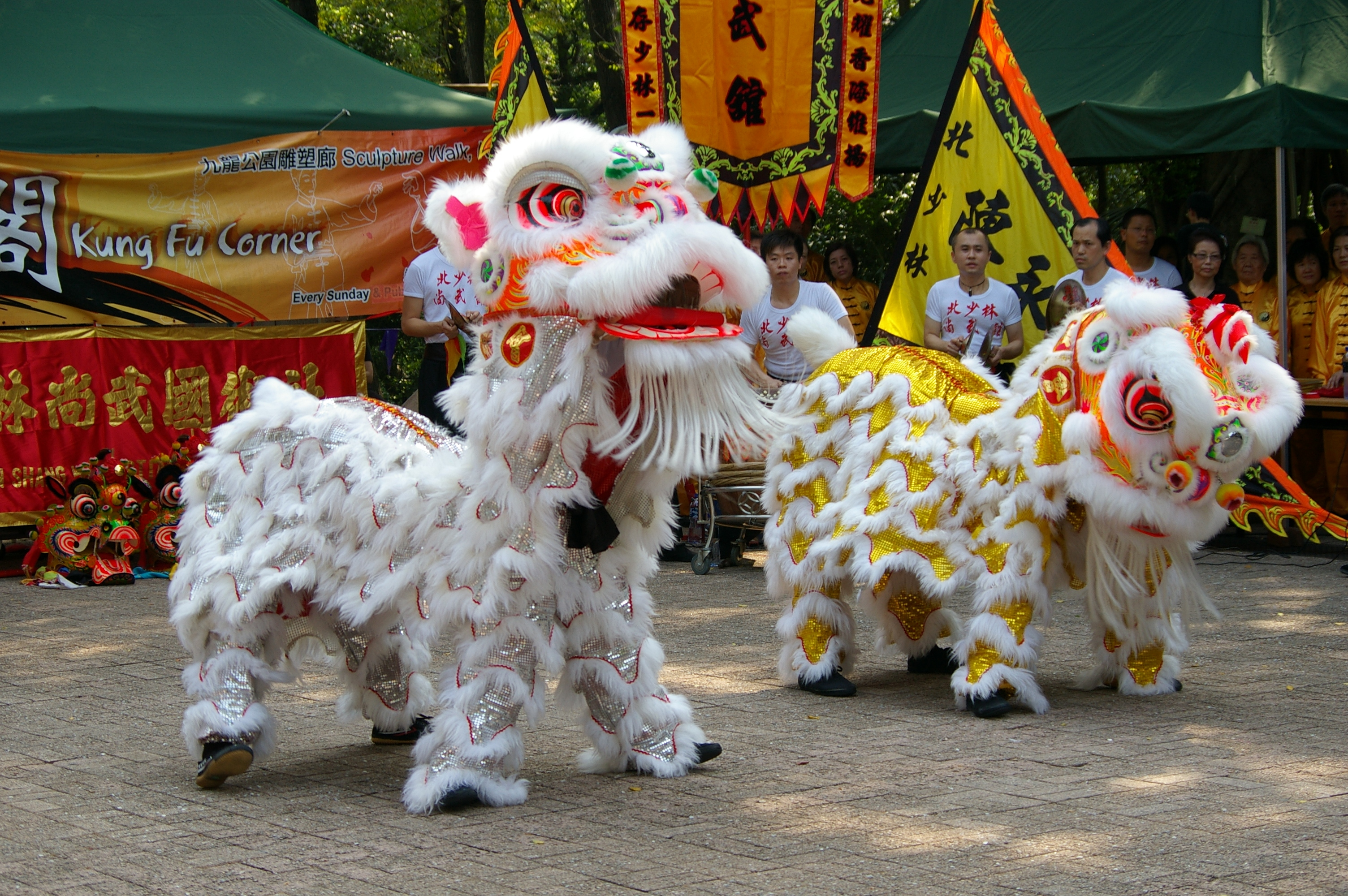
Danse du lion.
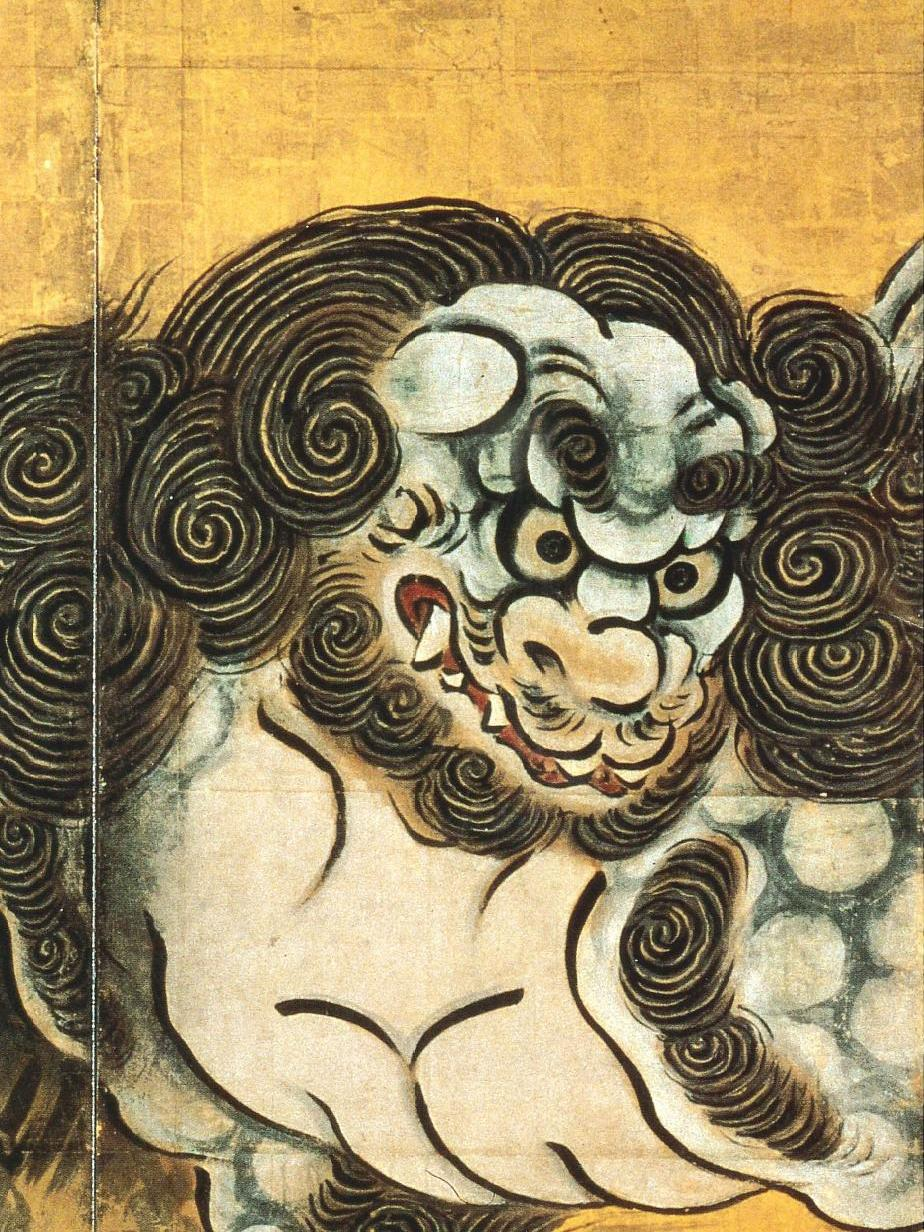
Lion de Kano Eitoku, XVIe siècle.

## XXeetXXIesiècles

### Premières photographies

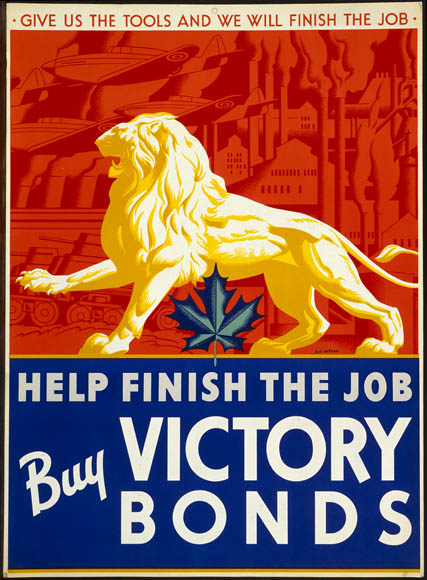
Affiche publicitaire canadienne pour l'emprunt de la victoire.

La première photographie de lions sauvages est faite par Carl George Shillings en 1903 en utilisant comme appât une carcasse d'animal. Le film Born Free de Joy et Georges Adamson et des documentaires tels que Les territoires des autres ou La griffe et la dent de François Bel et Gérard Vienne ont permis de changer la vision des hommes sur le lion. Le safari photo est très prisé des touristes, le lion faisant partie des « big 5 ». Des fermes à gibier, spécialement conçues pour pouvoir photographier facilement les félins, existent aux États-Unis.

### Littérature et adaptations cinématographiques
Le Lion de Joseph Kessel, en 1958, raconte l'histoire de la fille d'un directeur de parc naturel en Afrique liée d'amitié avec King, un lion de la réserve et qui se voit demander en mariage par un guerrier maasaï ; ce dernier, pour conquérir son cœur, veut lui montrer sa valeur en tuant un lion qui se trouve être King. Le lion est aussi décrit comme une menace pour l'homme comme dans The Man-eaters of Tsavo de John Henry Patterson en 1907 et dont on a tiré plusieurs films comme Bwana le diable en 1952 et L'Ombre et la Proie en 1996.
C. S. Lewis dans sa saga du Monde de Narnia utilise le symbole du lion, « roi des animaux », à travers Aslan, dieu vivant combattant le mal, se sacrifiant pour le salut de son peuple et ressuscitant peu après. Dans l’heptalogie Harry Potter de J. K. Rowling, Gryffondor, l’une des maisons de l’école de sorcellerie Poudlard, est représentée par un lion. Ce lion symbolise le courage, la hardiesse, la force et la générosité, traits de caractère que sont censés avoir les élèves appartenant à cette maison.
Le lion figure dans de nombreuses œuvres cinématographiques de Tarzan à Robin des Bois de Disney, en passant par Le Roi lion, Le Magicien d'Oz et les séries avec Daktari.

### Marques
La figure du lion est utilisée par de nombreuses marques, non seulement pour le symbole considéré comme positif, mais aussi par récupération. Par exemple, la marque automobile Peugeot utilise comme symbole les armoiries de Sochaux depuis 1847. Ce lion héraldique est déposé en tant que logo depuis 1858. Plusieurs banques utilisent également la symbolique positive liée au lion. Le groupe bancaire ING utilise également un logo qui contient un lion, cette fois-ci, orange. Le lion de la Metro-Goldwyn-Mayer rugit depuis 1924 sur les écrans.